# Chantons sous la pluie
Vous lisez un « article de qualité » labellisé en 2024.
Pour plus de détails, voir Fiche technique et Distribution.
Chantons sous la pluie (Singin' in the Rain) est un film musical américain réalisé par Stanley Donen et Gene Kelly, sorti en 1952. Il dépeint joyeusement le Hollywood des années 1920 et la transition du film muet au film parlant, à travers le parcours de trois artistes interprétés par Gene Kelly, Debbie Reynolds et Donald O'Connor.
En 1927, Don Lockwood (Gene Kelly), star du cinéma muet, a pour partenaire Lina Lamont (Jean Hagen), actrice à la voix de crécelle. Lockwood tombe amoureux d'une jeune comédienne, Kathy Selden (Debbie Reynolds), à qui il propose de doubler secrètement la voix de Lamont dans les films parlants.
Le film connaît un succès modeste à sa sortie au box-office et ne remporte aucun Oscar malgré des critiques extrêmement positives. Ce n'est que plus tard qu'on lui reconnaît son statut de film culte et qu'il se hisse au sommet des classements internationaux.

## Synopsis

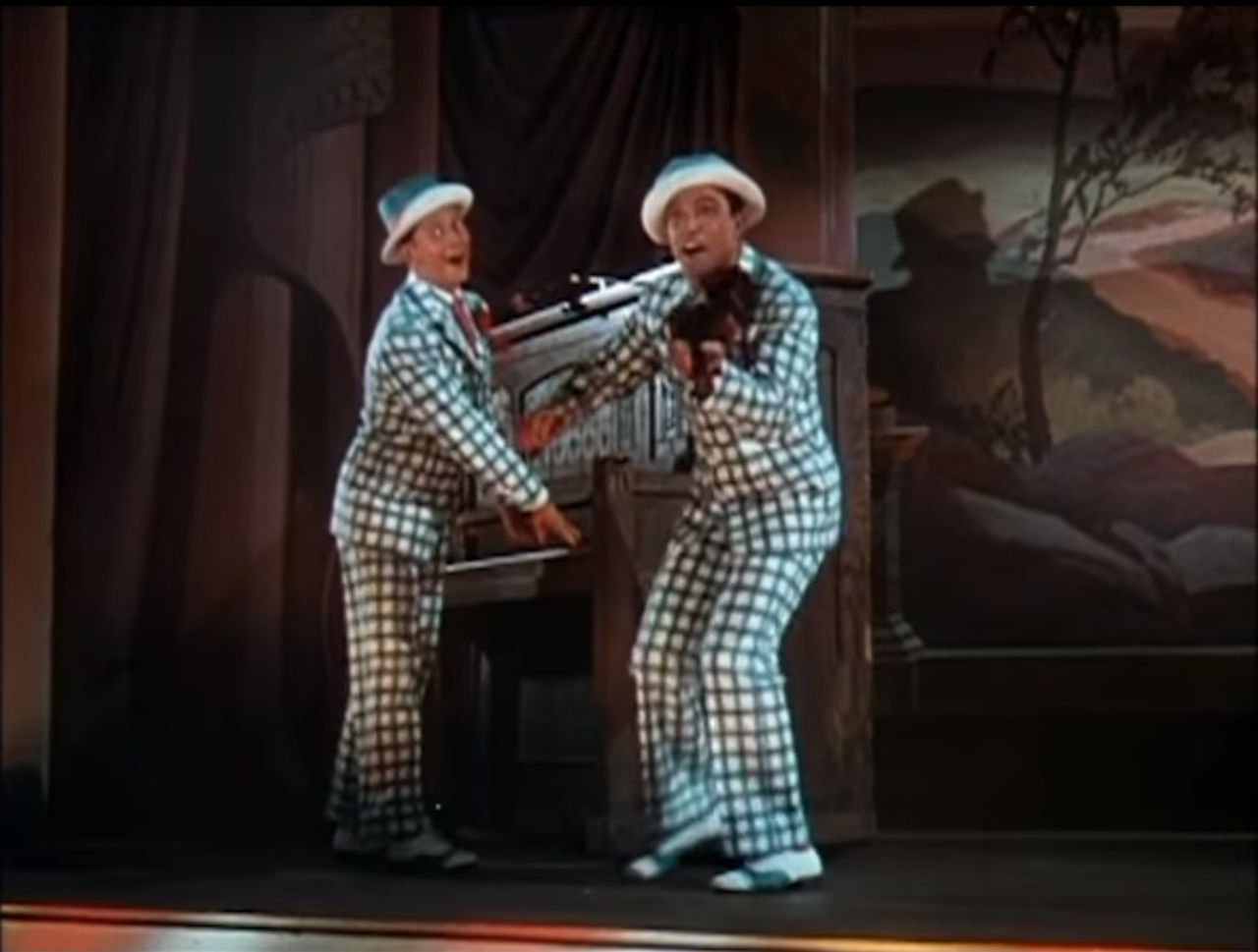
Les débuts peu glorieux de Don et Cosmo au cabaret.

En 1927, Don Lockwood (Gene Kelly) et Lina Lamont (Jean Hagen), stars du cinéma muet et partenaires à l'écran, sont très célèbres et enchaînent les films romantiques de cape et d'épée à succès. Chantons sous la pluie commence par l'avant-première de leur dernier film, où une journaliste inspirée de Louella Parsons interviewe Don, qui se remémore les débuts de sa carrière. Se superposent alors la bande-son de son discours sur l'importance de conserver sa dignité et sur sa formation rigoureuse et des flash-backs à l'image où il se ridiculise pour se faire connaître, d'abord comme chanteur de cabaret puis comme cascadeur. Il est toujours accompagné de son partenaire du temps de ses débuts au vaudeville : Cosmo Brown (Donald O'Connor), qui est très loin de partager le succès du couple.
Quand ils arrivent aux coulisses de l'événement, Lina Lamont s'exprime enfin à voix haute. Sa voix est insupportable, et elle brille de bêtise : elle est persuadée d'être en couple avec Don parce que c'est ce que disent les journaux. Don tente vainement de lui expliquer que ce n'est qu'une rumeur lancée par leur employeur, Monumental Pictures, pour vendre plus de billets.
À la fin de l'avant-première, Don Lockwood quitte les lieux et est poursuivi par une horde de fans. Il leur échappe en sautant dans la voiture décapotable d'une jeune femme, Kathy Selden (Debbie Reynolds). Kathy panique et s'arrête près d'un policier pour lui dire qu'elle a été attaquée ; celui-ci reconnaît Don et les laisse partir. Lorsqu'elle apprend que Don est une star du cinéma muet, elle dit être comédienne au théâtre et trouver les dialogues très importants et affirme ne pas voir l'intérêt des films, ce qui le vexe terriblement.
Don arrive à une soirée de Monumental Pictures quelques heures plus tard. R. F. Simpson, à la tête du studio, fait jouer un film parlant. Le public, et en particulier Zelda Zanders (Rita Moreno), un personnage basé sur Clara Bow, trouve l'artifice vulgaire et inintéressant. Arrivent ensuite les danseuses, et Kathy surgit d'un gâteau : elle est en fait danseuse de cabaret en attendant de lancer sa carrière de comédienne. Don se moque d'elle et piquée au vif, Kathy lui envoie un gâteau dans la tête. Il esquive et elle entarte Lina par accident. Lina se plaint et fait perdre son travail à Kathy.
Don cherche la jeune femme partout, tout en s'inquiétant auprès de Cosmo. Il prend très à cœur le commentaire de Kathy selon lequel quand on a vu un film muet, on les a tous vus, et se pose des questions sur l'intérêt de son art. Cosmo réplique avec un numéro comique, Make 'Em Laugh, pour lui rappeler ce qui compte vraiment dans le rôle d'acteur : le divertissement, pas la qualité artistique.

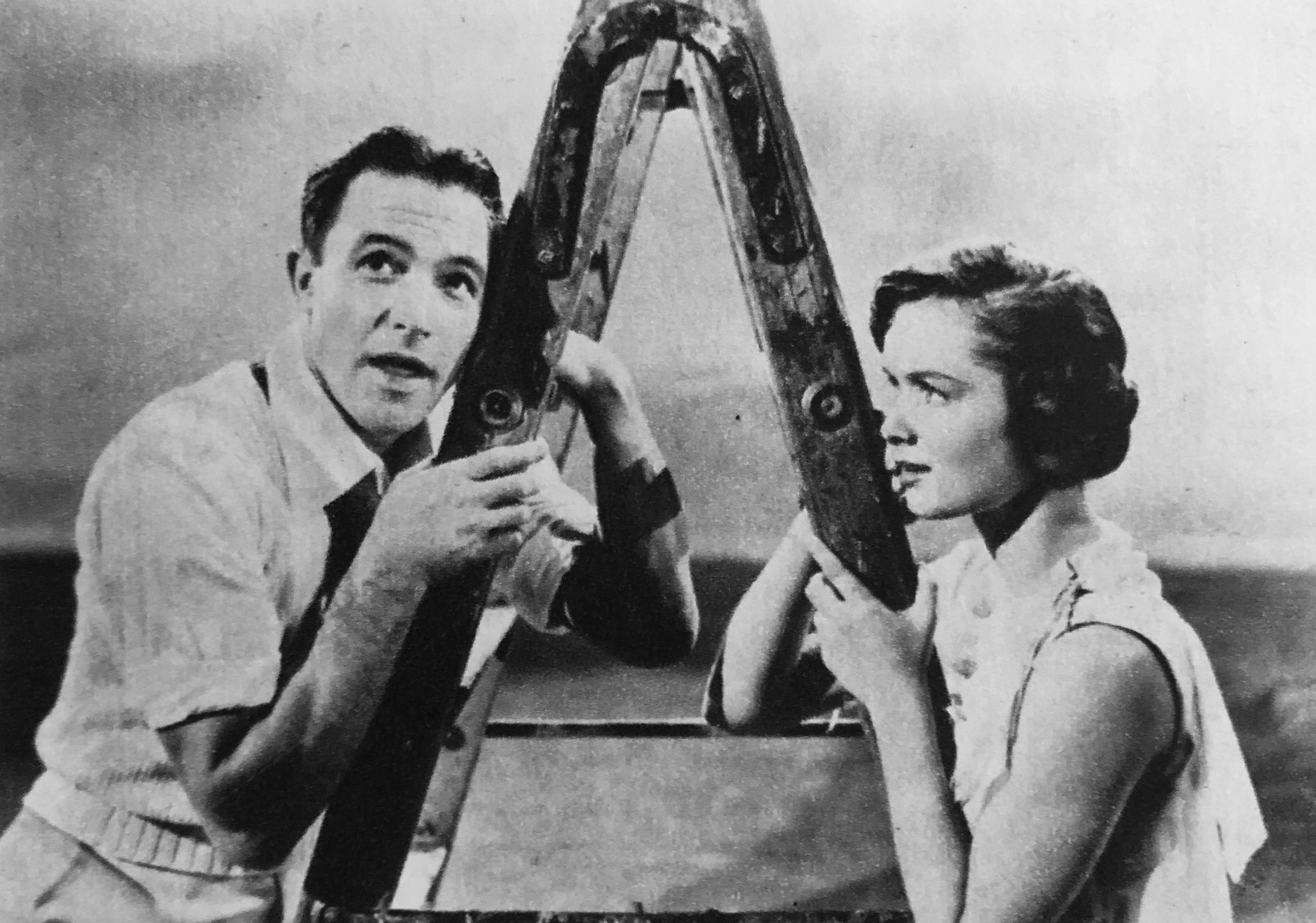
Les retrouvailles entre Don et Kathy.

Les jours du cinéma muet sont comptés lorsque sort Le Chanteur de jazz, premier long-métrage parlant de l'histoire du cinéma. Monumental Pictures se lance alors dans la frénésie des films musicaux. Kathy est embauchée comme figurante pour une revue de mode dans les studios : elle y retrouve Don, alerté par Cosmo. Don et Kathy discutent et elle admet avoir menti lors de leur première rencontre. Elle a en fait déjà vu tous ses films. Don l'amène sur un plateau désert pour lui communiquer ses sentiments dans le passage musical You are my lucky star.
Le producteur annonce que le prochain « Lockwood et Lamont », Le Spadassin royal (The Dueling Cavalier), sera finalement un film parlant. Don et Lina suivent un entraînement vocal intensif pour apprendre l'accent transatlantique. Si cette formation se passe très mal pour Lina, Don s'en sort avec brio et joue avec son ami Cosmo la scène musicale Moses, basée sur un virelangue du même nom.
Pendant le tournage, Lina est extraordinairement mauvaise : elle est incapable de parler d'une voix agréable ou avec l'accent demandé, et ne comprend pas comment parler dans le micro. Le résultat est catastrophique. À une séance test devant un public, la bande-son est montée avec un décalage, les répliques improvisées peu inspirées de Don et celles mal prononcées de Lina ne coïncidant plus avec la pellicule ; à un moment, les répliques du méchant du film et de Lina finissent par être inversées, suscitant l'hilarité générale sur une scène censée être dramatique. L'équipe du film se cache du public qui assène des avis extrêmement négatifs en sortant de la séance.
Kathy, rentrée avec Don et Cosmo, suggère que les comédies musicales seraient le meilleur moyen de sauver la face, leur succès permettant un scénario médiocre. Les deux hommes approuvent avec enthousiasme et le trio chante Good Morning en se rendant compte qu'ils ont discuté toute la nuit… avant de se rappeler que Lina zozote et ne sait pas chanter. Cosmo se souvient alors de la mauvaise synchronisation du Spadassin royal et invente le doublage, proposant de faire doubler Lina en secret par Kathy,.
Don raccompagne Kathy chez elle et chante Singin' in the Rain, enchanté, sur le chemin du retour,. Il convainc le producteur de laisser Kathy doubler Lina sans en parler à cette dernière. Il lui propose également de transformer Le Spadassin royal en un film où un homme inconscient a des visions de la Révolution française : le film de cape et d'épée devient une comédie musicale, Le Chevalier chanteur (The Dancing Cavalier).

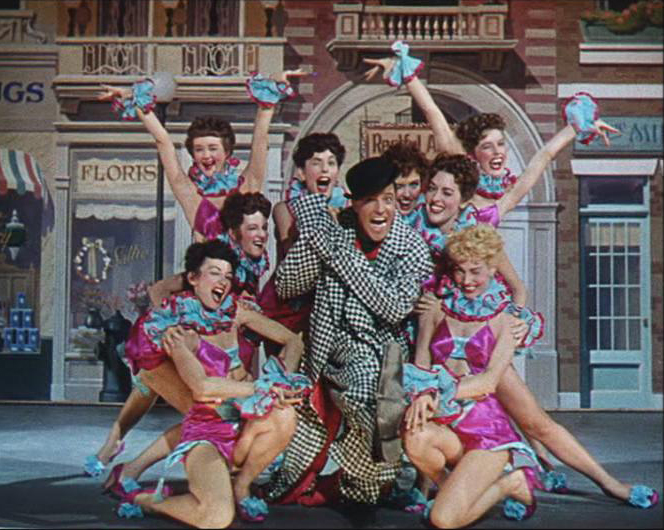
Gene Kelly dans la séquence Broadway Melody.

Ce ballet de quatorze minutes raconte l'histoire d'un jeune artiste qui arrive à New York, se rend à Times Square et voit tous les agents artistiques le refuser jusqu'à être embauché dans un petit speakeasy où il tombe à genoux devant une femme sulfureuse (Cyd Charisse) qui l'ignore. La carrière de l'artiste décolle et il retombe sur la femme fatale. Il rêve alors d'un amour pur avec elle, puis revient à la réalité en dansant sur Broadway.
Zelda révèle à Lina qu'elle est doublée par Kathy et lui explique que c'est un risque pour sa carrière. Lina décide donc de gâcher la vie de Kathy. Elle fait pression sur le studio pour que Kathy soit obligée de la doubler en secret sur tous ses films, ce qui l'empêchera d'accéder à la notoriété. L'avant-première du Chevalier chanteur est une immense réussite et Lina, qui continue à faire pression sur le producteur, exige de faire elle-même le discours de remerciement plutôt que Don, dévoilant ainsi bêtement sa vraie voix. Le public pense à un problème de micro et demande à Lina de chanter. Don force Kathy à se cacher derrière elle, en coulisses, et à la doubler : Kathy rompt avec Don mais accepte cette humiliation. Pendant qu'elle chante, le producteur R. F., Don et Cosmo relèvent le rideau, dévoilant que Lina a une doubleuse,. Kathy et Lina, toutes deux honteuses, s'enfuient en courant. Don dévoile l'identité de Kathy au public, expliquant qu'elle est la véritable star dont ils ont tant apprécié la performance dans Le Chevalier chanteur.
Kathy et Don deviennent un duo célèbre de cinéma,. Dans le plan final du film, le couple s'embrasse devant une affiche géante de Chantons sous la pluie.

## Fiche technique
Sauf indication contraire, les informations mentionnées dans cette section peuvent être confirmées par la base de données cinématographiques IMDb,  présente dans la section « Liens externes ».
- Titre original : Singin' in the Rain
- Titre français : Chantons sous la pluie
- Réalisation : Stanley Donen et Gene Kelly
- Scénario : Betty Comden, Adolph Green
- Paroles : Arthur Freed
- Musique : Nacio Herb Brown
  - Direction musicale : Lennie Hayton
  - Arrangements vocaux : Jeff Alexander
  - Orchestrations : Wally Heglin, Skip Martin, Conrad Salinger
- Chorégraphie : Gene Kelly
- Direction artistique : Cedric Gibbons et Randall Duell
- Décors : Edwin B. Willis et Jacques Mapes
- Costumes : Walter Plunkett
- Maquillage : William Tuttle
- Coiffures : Sydney Guilaroff
- Photographie : Harold Rosson (photographie additionnelle : John Alton, non crédité)
- Effets spéciaux : Warren Newcombe, Irving G. Ries
- Montage : Adrienne Fazan
- Son : Douglas Shearer
  - Post-production sonore : Lela Simone[13]
- Production : Arthur Freed (délégué) ; Roger Edens (associé)
- Société de production et distribution : Metro-Goldwyn-Mayer
- Budget : 2 540 800 dollars[s 1]
- Pays d'origine : États-Unis
- Langue : anglais
- Format : couleurs (Technicolor) - 35 mm - 1,37:1 - son mono (Western Electric Sound System)
- Genre : Film musical et comédie romantique
- Durée : 103 minutes
- Dates de sortie :
  - États-Unis : 27 mars 1952 (première mondiale à New York), 11 avril 1952 (sortie nationale)
  - France : 11 septembre 1953

## Distribution
Sauf indication contraire, les informations mentionnées dans cette section peuvent être confirmées par la base de données cinématographiques IMDb,  présente dans la section « Liens externes ».

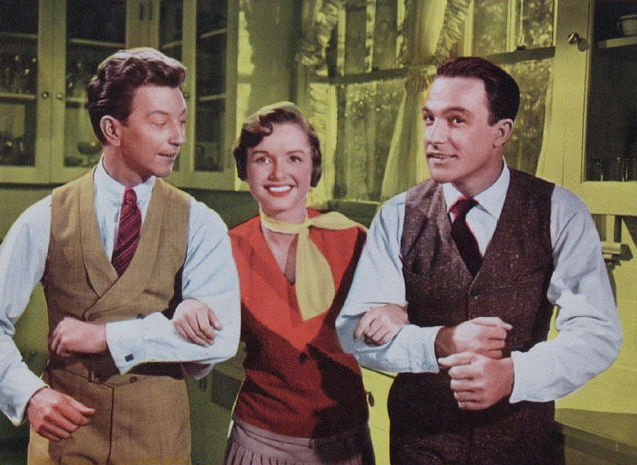
De gauche à droite, Donald O'Connor, Debbie Reynolds et Gene Kelly.

- Gene Kelly (VF : Michel André, voix parlée ; Yves Furet, chant) : Donald « Don » Lockwood
- Donald O'Connor (VF : Guy Loriquet, voix parlée ; Pierre Laurent, chant) : Cosmo Brown (Edmond Brown en VF)
- Debbie Reynolds (VF : Nicole Riche, voix parlée ; Lucie Dolène, chant) : Kathy Selden
- Jean Hagen (VF : Odette Laure) : Lina Lamont
- Millard Mitchell (VF : Roger Tréville) : R. F. Simpson
- Cyd Charisse : une danseuse (Broadway Melody)
- Douglas Fowley : Roscoe Dexter
- Rita Moreno : Zelda Zanders

### Parmi les non crédités
- Betty Noyes : Kathy Selden (voix chantée sur Would You ? et You are my lucky star)
- Dawn Addams : une dame d'honneur
- Madge Blake : Dora Bailey
- Patricia Denise : Chorus Girl
- King Donovan : Rod, le chef de publicité
- Charles Evans : un membre de l'audience
- Kathleen Freeman (VF : Germaine Kerjean) : Phoebe Dinsmore
- Lance Fuller : un chorus boy
- Stuart Holmes : J. Cumberland Spendrill III
- Bill Lewin : le cow-boy KO
- Dorothy Patrick : l'ouvreuse
- Dennis Ross : Don, enfant
- Jimmy Thompson : un chanteur (Beautiful Girl)
- Bobby Watson : le professeur de diction
- Robert B. Williams : le policier
- Carl Milletaire : le gangster

Source VF : Dans l'ombre des studios

## Remarque sur la VF
Dans plusieurs éditions VHS, DVD et Blu-ray, ce n'est pas la VF intégrale qui est proposée mais un montage dans lequel la quasi totalité des parties chantées en français ont été remplacées par l'audio original.
Sur ce montage, seules les reprises à capella de "Fit as fiddle" et "Good Morning" sont présentes intégralement en français. Les chansons "Beautiful Girl" et "Moses" sont partiellement présentes en français.
Toutes les autres chansons sont présentes entièrement en anglais.
La VF intégrale avec toutes les parties chantées en français est présente sur les premiers DVD zone 1.

## Personnages
Don Lockwood est un acteur trentenaire et une star du cinéma. Son personnage est inspiré de Douglas Fairbanks. Il fait ses débuts au cabaret puis en tant que cascadeur avant de devenir célèbre. Il ne se prend pas au sérieux au quotidien, mais est très talentueux et rigoureux dans son art.
La partenaire de Don à l'écran est Lina Lamont. En plus d'avoir une voix épouvantable, Lina est complètement stupide et très désagréable,. Elle est inspirée par Mae Murray, star du cinéma muet connue pour son caractère épouvantable et pour sa piètre maîtrise de la grammaire, et par Norma Talmadge, dont le fort accent de Brooklyn a mis un terme brutal à sa carrière d'actrice glamour immédiatement après la sortie de son premier film parlant, Du Barry, Woman of Passion.
Le meilleur ami de Don est Cosmo Brown, un musicien talentueux, créatif et drôle. Le nom d'origine du personnage est Cosmo Cosgrove, et il est possible qu'il ait été changé en hommage à Nacio Herb Brown.
Don Lockwood tombe amoureux de Kathy Selden, une jeune comédienne encore inconnue. Kathy dit n'être intéressée que par le théâtre et se montre condescendante envers le cinéma muet ; elle prétend être une comédienne, mais se produit en fait dans un cabaret. Son personnage est régulièrement comparé à June Allyson mais n'a pas été écrit avec une personnalité spécifique en tête.

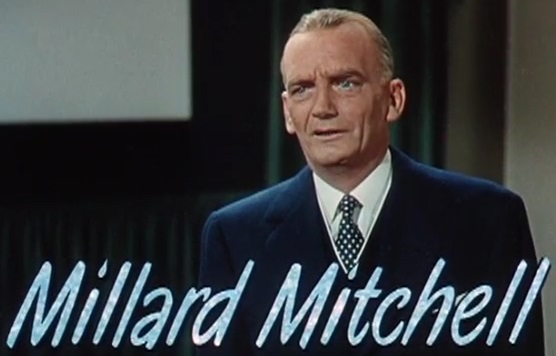
Millard Mitchell joue un producteur de films fortement inspiré par Arthur Freed.

Le producteur du film, R.F. Simpson, joué par Millard Mitchell, est très fortement inspiré d'Arthur Freed. Sa réplique quand Don Lockwood lui présente son idée de ballet, « je ne me rends pas très bien compte, je ne pourrai juger que sur le premier montage », est exactement ce qu'il a répondu à l'idée de Kelly pour le ballet final d'Un Américain à Paris.
L'actrice Zelda Zanders perd en importance au fur et à mesure des réécritures du scénario. Dans la version finale, c'est elle qui fait comprendre à Lina qu'elle est doublée par Kathy, qu'elle considère comme une rivale.

## Production

### Genèse du film
Si la MGM se fait connaître avec des tragédies dans les années 1920, l'arrivée du cinéma parlant les encourage à se lancer dans les comédies musicales avec Broadway Melody dès 1929, dont plusieurs chansons sont écrites par Arthur Freed et Nacio Herb Brown. En 1936, la MGM fait de Freed un producteur à temps plein et lui accorde un département consacré aux comédies musicales. En 1951, la Metro Goldwyn Mayer est l'entreprise avec le plus de stars du cinéma sous contrat et est surtout connue pour ses comédies musicales à gros budget.
Après le succès de plusieurs biopics musicaux dont Ma vie est une chanson (1948) et Trois petits mots (1950), Freed décide d'exploiter le catalogue des chansons qu'il a écrites entre 1929 et 1939 en collaboration avec Brown. Le duo a composé Singin' in the Rain au début du cinéma parlant et la chanson a servi dans plusieurs films à partir de Hollywood chante et danse en 1929. En 1932, Jimmy Durante l'interprète dans Le Professeur, et en 1940, Judy Garland la chante dans Little Nellie Kelly. All I Do Is Dream of You, You Were Meant For Me et Would You sont également retenues. Depuis les années 1930, Freed doit produire des films avec des chansons qu'il n'a pas composées, ce qui le frustre beaucoup. Le projet Un Américain à Paris, qui utilise des anciennes chansons de George et Ira Gershwin, est interprété comme un feu vert pour utiliser ses propres chansons.
En 1949, Freed peaufine son projet, prévoit de le sortir l'année suivante et décide de l'appeler Singing in the Rain (« Chantons sous la pluie »). Il commande un premier scénario, basé sur celui du film muet Le Fardeau. La première version est écrite par Ben Feiner Jr. et n'a aucun rapport avec le film qui sortira quelques années plus tard. Freed continue à réfléchir à son projet, voulant qu'Ann Miller y joue le rôle principal. Mi-juin 1949, il change d'avis : le film doit maintenant avoir un scénario original, en conservant le titre Singing in the Rain.
Freed contacte les scénaristes Betty Comden et Adolph Green (Comden and Green), avec qui il a déjà travaillé sur Un jour à New York. Il les convoque à Los Angeles début juin 1950 pour leur annoncer qu'il a un projet pour eux. Il charge le duo d'imaginer une histoire dans laquelle ses chansons s'inséreront parfaitement (c'est le concept de juke-box musical),, ; il s'agit donc à l'origine d'un film de commande,, dont le titre et les chansons sont imposés,. Chantons sous la pluie est l'un des premiers films construits autour de chansons déjà célèbres, comme plus tard Mamma Mia !. Comden et Green, loin d'être convaincus, refusent catégoriquement. Ils arguent que leur contrat leur permet d'écrire leurs propres paroles sauf si les chansons sont écrites par Irving Berlin, Cole Porter ou Richard Rodgers ; il s'avère finalement qu'ils ont discuté de la clause pendant les négociations d'embauche mais qu'elle n'a jamais été intégrée à leur contrat final, qu'ils n'ont jamais relu.

### Rédaction du scénario
Comden et Green se mettent à travailler à contre-cœur le 19 juin 1950 sur le projet. Ils trouvent l'écriture du scénario très difficile, n'ayant pour les guider que le catalogue de chansons, le titre Singing in the Rain, et l'idée d'une scène où quelqu'un chante sous la pluie pour coller au titre. Toutes les chansons sont très datées et elles n'ont pas de lien entre elles. Les scénaristes se rendent régulièrement chez leur ami Gene Kelly pour se plaindre de leur manque d'inspiration. Proches d'abandonner, les scénaristes décident finalement de faire un film qui se déroule pendant la période de transition entre le film muet et le cinéma parlant, c'est-à-dire l'époque de la composition des chansons du catalogue.
Une fois l'idée trouvée, Comden et Green s'inspirent de films des années 1930 dont Bombshell et La Blonde platine, conduisant beaucoup d'interviews avec les stars les plus âgées du studio. Dans un premier temps, ils veulent adapter un des deux films en comédie musicale, avant de finalement décider de créer un scénario original aux côtés du réalisateur Stanley Donen. Ils s'inspirent de l'histoire vraie de l'acteur John Gilbert, dont la carrière s'arrête net au passage du cinéma parlant ; dans une scène, il doit répéter trois fois « je t'aime », et une légende urbaine veut qu'il s'agisse d'une très mauvaise improvisation. La scène est reprise presque à l'identique dans le film. Randall Duell, directeur artistique, et Jacques Mapes, directeur des décors, regardent des images d'archives des années 1920 pour recréer des plateaux de tournage crédibles, tandis que Donen et Kelly discutent régulièrement avec Douglas Shearer qui leur raconte des anecdotes sur les problèmes rencontrés par les premiers films parlants. Cette phase de recherche et d'élaboration de la trame générale du film dure environ un mois.
Vient ensuite la rédaction du scénario, qui dure un mois de plus. Le seul vrai obstacle est la première scène du film : Comden et Green ne parviennent pas à décider entre l'avant-première d'un film muet à New York, une interview avec une journaliste à Hollywood lors de laquelle le héros s'inventerait une vie, ou une séquence de film muet qui explique son arrivée à Hollywood. Le mari de Betty Comden finit par suggérer de tout mélanger plutôt que de choisir : la scène montre une interview sur le tapis rouge d'une avant-première, avec des séquences de film superposées. Le reste du scénario ne pose alors plus aucun problème : le premier scénario complet du film est présenté le 10 août 1950, avec des nouvelles versions le 14 septembre et le 4 octobre.
La fin d'origine du film voit Don Lockwood demander à Kathy de s'effacer pour Lina, avant que Cosmo ne lui fasse comprendre que c'est un comportement inacceptable ; Lina est dénoncée par les deux hommes à la soirée post-première du Chevalier chanteur, chez Don. Kathy et Don se marient juste avant l'avant-première d'un nouveau film, Broadway Rhythm, et la journaliste annonce que dans son dernier rôle, Lina Lamont a joué une princesse de la jungle, un rôle où elle grogne mais ne parle jamais. Tous ces éléments disparaissent du film avant sa production.
Nacio Herb Brown, sous contrat jusqu'en août 1950, compose la chanson Make 'Em Laugh pour le film. Son contrat se termine avant l'achèvement du scénario, donc Comden et Green écrivent eux-mêmes la dernière nouvelle chanson, Moses, mise en musique par Roger Edens.
Il est très rare à l'époque de voir des scénarios originaux dans des films plutôt que des adaptations de romans ou de comédies musicales de Broadway, et le scénario de Chantons sous la pluie est plus complexe que celui de la plupart des films musicaux de l'époque où le scénario n'est qu'une excuse pour enchaîner les chansons. Il est d'autant plus rare de voir autant de recherches préliminaires et de fidélité à la réalité historique.

### Attribution des rôles et équipe

#### Don Lockwood
Gene Kelly n'est pas le premier choix pour le rôle de Don Lockwood : il s'agit de Howard Keel, qui vient de sortir Annie, la reine du cirque, bien que l'équipe ait aussi pensé à Van Johnson et Fred Astaire. L'idée de Kelly s'impose quand les scénaristes, qui viennent de tourner avec lui Un jour à New York (déjà coréalisé par Kelly et Donen), décident de faire de Lockwood un chanteur et danseur de vaudeville américain, ce qui cadre plus avec la période évoquée, plutôt que le cowboy envisagé dans la première version. Il est possible que Comden, Green et le réalisateur Stanley Donen aient voulu Kelly dès le départ mais ne puissent pas en avoir la certitude sans l'aval de Freed ni la confirmation de Kelly, qui est à ce moment-là une superstar extrêmement demandée.
Début 1951, le tournage de Un Américain à Paris se termine et Kelly se consacre entièrement à Chantons sous la pluie après avoir travaillé sur les deux projets à la fois pendant un an,,.

#### Cosmo Brown
Le rôle de Cosmo Brown est inspiré d'Oscar Levant et d'ailleurs écrit pour lui, à l'origine ; il a joué dans Un Américain à Paris et Arthur Freed le voit bien dans le rôle. Or, Levant ne sait pas bien danser, ni chanter. De plus, il ne s'entend pas très bien avec Kelly et son sens de l'humour est moins sarcastique et léger que celui du scénario. Gene Kelly insiste donc pour le remplacer. Freed refuse d'abord, mais à la suite d'un malentendu, Adolph Green annonce à Levant qu'il ne participera pas au projet, croyant que la décision est déjà approuvée : vexé, Levant quitte le studio, réglant finalement le problème de lui-même.
Gene Kelly insiste pour embaucher Donald O'Connor, meilleur danseur, qu'il a remarqué dans des petits films du studio Universal,. O'Connor a commencé sa carrière d'acteur à treize ans et se spécialise en claquettes et plus précisément en hoofing. Il s'est surtout fait connaître dans le film Francis, le mulet qui parle et ses suites. Universal accepte de prêter O'Connor à la MGM pour 50 000 dollars, mais O'Connor hésite, sachant que les termes de son contrat ne lui permettront pas d'en toucher le moindre dollar. Il refuse donc le projet quand il est contacté pour la première fois. MGM négocie à nouveau avec Universal et une nouvelle offre lui est faite, où il est payé 5 000 dollars par semaine pendant 10 semaines. En plus de cela, il enchaîne les heures supplémentaires et reçoit des primes pour sa bonne volonté, lui assurant finalement un bonus supplémentaire de 40 000 dollars.
O'Connor fait changer de nombreux éléments du scénario en proposant des idées plus drôles et dynamiques. Il ne sait tourner que vers la gauche, ce qui est relativement rare dans le monde des claquettes où les gens tournent plutôt vers la droite, et se prépare à l'annoncer à Gene Kelly et à des chorégraphies bien plus compliquées à exécuter quand ce dernier lui avoue lui aussi tourner vers la gauche,.

#### Lina Lamont

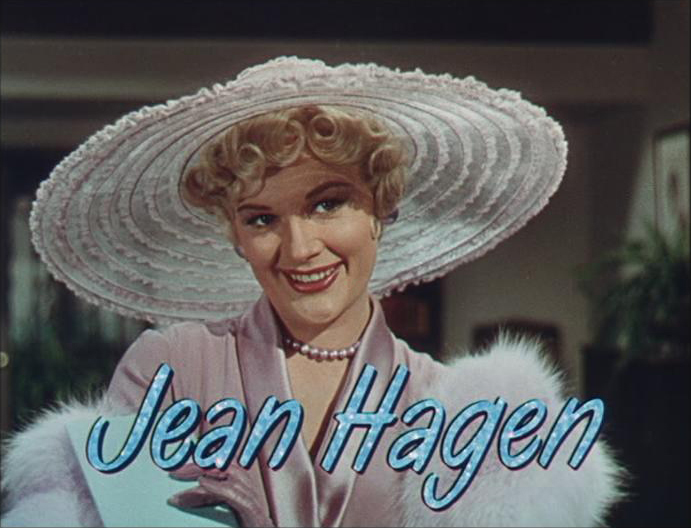
Jean Hagen dans le rôle de Lina.

Comden et Green écrivent le scénario de Chantons sous la pluie en imaginant leur amie Judy Holliday dans le rôle de Lina Lamont. Ils savent cependant qu'elle est beaucoup trop célèbre et sollicitée pour incarner le personnage. Ils font ensuite passer une audition à Nina Foch, avant de décider qu'elle n'est pas faite pour le rôle.
Jean Hagen est moins connue que Holliday, dont elle a joué le rôle dans la comédie musicale basée sur sa vie. Elle est disponible, sous contrat chez MGM, et la femme de Louis B. Mayer la recommande pour le film. Une dizaine d'autres femmes sont auditionnées, mais Gene Kelly raconte que « les autres filles assez jolies pour être des stars du cinéma n'étaient pas assez drôles ». Il veut donc à tout prix Jean Hagen pour jouer Lina Lamont, contre l'avis de Stanley Donen et d'Arthur Freed qui ne la trouvent pas assez glamour.
Hagen a une voix très agréable et doit inventer la voix de crécelle de son personnage ; elle porte aussi une perruque blond platine pour accentuer la froideur de Lina.

#### Kathy Selden
Plusieurs actrices célèbres sont envisagées pour le rôle de Kathy Selden, dont Judy Garland, Kathryn Grayson, Jane Powell, Leslie Caron et June Allyson. Des auditions ouvertes à toutes sont organisées. Mayer choisit finalement Debbie Reynolds, actrice sous contrat de 18 ans qui vient de se faire remarquer dans Trois petits mots et dans Les heures tendres. Elle n'est pas danseuse et a très peu d'expérience d'actrice.
Les récits divergent sur la suite des événements. Gene Kelly raconte avoir été enchanté par sa chanson The Aba Daba Honeymoon et avoir lui-même insisté pour qu'elle joue l'ingénue à ses côtés, quitte à lui apprendre la danse à partir de zéro,, et Stanley Donen soutient ce témoignage. Debbie Reynolds affirme quant à elle que Mayer l'a imposée à Kelly, hors de lui à l'idée de se retrouver avec une actrice inexpérimentée de dix-neuf ans qui de surcroît ne sait pas danser,. D'autres sources encore veulent que Freed ait lui-même choisi Reynolds, ce qui n'est pas impossible puisqu'il a soutenu le choix de Leslie Caron, elle aussi jeune et inexpérimentée, pour Un Américain à Paris. Les sources s'accordent toutes sur le fait que Reynolds n'a pas son mot à dire et ne reçoit pas le scénario avant le tournage, et qu'elle est soumise à un entraînement extrêmement intensif à partir de ce moment.

#### Autres acteurs

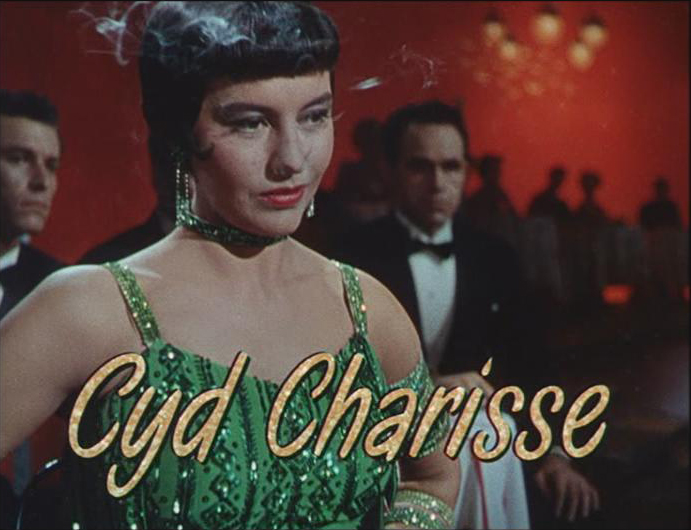
Cyd Charisse dans la séquence Broadway Melody Ballet.

Tous les autres acteurs du film sont sous contrat chez la Metro-Goldwyn-Mayer et ont l'habitude des petits rôles.
Pour la séquence Broadway Melody Ballet, la partenaire de Kelly à l'écran est Cyd Charisse, alors âgée de 29 ans. Le studio de la Metro-Goldwyn-Mayer est enthousiaste au sujet du film, dont le tournage est presque terminé et qui est voué à un succès certain. Un jour, Arthur Freed contacte Charisse pour lui proposer de danser avec Kelly. Elle est étonnée d'apprendre que le tournage n'est toujours pas terminé mais accepte immédiatement la proposition. Si ce n'est pas son premier rôle, c'est celui qui la fait connaître du grand public. Danseuse classique professionnelle, elle doit apprendre la danse jazz pour sa chorégraphie.

#### Équipe technique
237 personnes participent directement à la création du film.
Le film est réalisé par Gene Kelly et par Stanley Donen, son apprenti. Ils ont l'habitude de collaborer : Kelly s'occupe du jeu des acteurs tandis que Donen travaille plutôt avec l'équipe technique, ce qui leur permet de travailler ensemble sans se contredire.
Tout l'orchestre du film est sous contrat avec la MGM : les musiciens, les chorégraphes et le chef d'orchestre se connaissent bien. Le chef orchestrateur est Conrad Salinger, qui arrange notamment la chanson-titre. Lennie Hayton est le chef d'orchestre et directeur musical, tandis que le directeur artistique est Randall Duell.

### Préparation du tournage

#### Changements de scénario
Avant le début du tournage, Gene Kelly part en vacances deux mois en Europe pour se remettre du tournage de son film précédent, Un Américain à Paris. À son retour en mars, il relit le script plan par plan avec les scénaristes et y apporte des modifications jusqu'au premier jour du tournage. L'étendue de l'influence respective de Kelly, Donen, Comden et Green sur le scénario est difficilement estimable : de nombreux changements sont apportés au cours du mois de mars et s'ils sont rarement attribués clairement à une de ces quatre personnes, on sait qu'ils ont tous pris une part active à la réécriture.
En 1949, Freed a découvert qu'un livre est paru sous le nom Singing in the Rain en 1936 et qu'il pourrait causer un problème de copyright. En mars 1951, il décide d'enlever le g et le film devient Singin' in the Rain, évitant tout problème de propriété intellectuelle. Il s'avère que Kathy Summers est une vraie actrice, et le personnage devient Kathy Selden le 23 mai ; de même pour le studio Imperial Pictures, qui existait en 1928 et pousse les scénaristes à renommer l'entreprise en Monumental Pictures. Enfin, si Le Chanteur de jazz est mentionné dans le film comme le premier film parlant, il s'agit en fait de Lights of New York − une secrétaire note en bas du mémo que « Monsieur Freed et Monsieur Edens disent qu'ils savent mais s'en moquent ».

#### Répétitions
Les répétitions pour le film commencent le 2 avril 1951,, le lendemain du dix-neuvième anniversaire de Debbie Reynolds, par cinq semaines de répétitions des numéros musicaux. O'Connor travaille sur un spectacle en Angleterre et n'arrive que le 25 avril.
Gene Kelly réécrit plusieurs chorégraphies de Debbie Reynolds pour les adapter à son niveau de danse. Il la soumet à un entraînement intensif de huit heures par jour durant trois mois sous la férule de ses assistants Ernie Flatt, Carol Haney et Jeanne Coyne. Haney est l'assistante personnelle de Gene Kelly et Coyne la danseuse qui teste les chorégraphies pendant leur élaboration. Pour Reynolds, chaque journée de ces trois mois commence par un cours de claquettes de deux heures avec Flatt, puis deux heures de plus avec Haney et deux dernières avec Coyne. Après quelques semaines, Gene Kelly et Donald O'Connor remplacent Flatt pour commencer les répétitions classiques du 23 avril à mi-juin.
Cinq scènes en noir et blanc sur les treize représentant le film muet Prince et Scélérat sont en fait extraites des Trois Mousquetaires de George Sidney réalisé en 1948, dans lequel Gene Kelly a joué D'Artagnan,. Le film en Technicolor est remis en noir et blanc et Kelly tourne quelques scènes supplémentaires avec son ancien costume, dont un plan où il embrasse Jean Hagen.
La danse est difficile à retranscrire à l'écran, et Gene Kelly est connu pour avoir inventé la cinédanse. Cette technique de chorégraphie, conçue pour le cinéma, permet entre autres de danser avec un personnage animé comme dans Escale à Hollywood, avec son ombre comme dans La Reine de Broadway, ou dans la rue comme dans Un jour à New York. Kelly s'entraîne donc à chorégraphier et danser pour la caméra plutôt que pour un public comme dans les comédies musicales classiques.

### Costumes, décors et budget
De nombreux éléments de décor, voire des décors entiers, sont repris des entrepôts de la MGM qui en a conservé beaucoup de l'époque des films muets. Les costumes sont conçus par Walter Plunkett, qui intègre son expérience de styliste des années 1920. Il indique que les premiers micros ne supportaient pas le bruit du taffetas et qu'il faut que les costumes soient faits de tissus spécifiques, silencieux quand on les froisse. Il réutilise certains costumes du début de sa carrière presque à l'identique : les ensembles de Jean Hagen sont ceux qu'il a conçus pour l'icône glamour Lilyan Tashman à l'époque. Il fait le choix de raccourcir les jupes pour qu'elles semblent un peu moins démodées que celles des années 1920 quitte à être un peu moins fidèle à la réalité historique. Pour Prince et Scélérat, Jean Hagen porte la même robe et la même perruque que Norma Shearer dans Marie Antoinette en 1938. Au total, plus de 500 costumes sont conçus pour Chantons sous la pluie pour un budget de 157 250 dollars.
Le budget du film est constamment réévalué, les chorégraphies changeant jusqu'au dernier moment. Le premier calendrier du tournage prévoit cinq semaines pour les répétitions et la fabrication des décors de quatorze numéros musicaux, pour un enregistrement sonore à partir du 31 mai et le tournage à partir du 11 juin, commençant par le duel en noir et blanc du Spadassin royal et la chanson Fit as a Fiddle. Fin juin, au début du tournage, les prévisions sont de 42 jours de production, 54 jours de répétitions et un budget de 1 880 090 dollars pour 11 080 pieds de bobine. Le film coûte finalement 2 540 800 dollars pour un budget d'origine de 85 000 dollars, dont un quart pour le ballet Broadway Melody.

### Tournage
Les chansons sont enregistrées du 23 mai à début juin. Debbie Reynolds enregistre ses chansons dans les jours qui suivent le 13 juin, sans savoir qu'elle sera finalement doublée par Betty Noyes dans Would You et You Are My Lucky Star. Le studio estime qu'elle n'a pas la gamme de voix et l'entrain nécessaire pour les numéros lents. Quant aux scènes de Prince et Scélérat que Kathy est censée doubler, elles sont en réalité doublées par Jean Hagen utilisant sa voix normale,,, Stanley Donen ne trouvant pas assez raffiné l'accent texan de Reynolds. Un journaliste résume que « Jean Hagen double Debbie Reynolds qui double Jean Hagen ».
Le premier juin, tous les acteurs principaux font leurs essayages de costumes. À cette époque, les journées de travail étant très longues, Debbie Reynolds dort régulièrement dans sa loge plutôt que de rentrer chez ses parents à Burbank.
Le tournage du film commence le 17 juillet 1951 à Los Angeles, sur le plateau 2 du studio de la Metro-Goldwyn-Mayer. La première scène tournée est celle du professeur de diction, avec la chanson Moses. C'est une tradition dans le milieu que de commencer par le tournage de la chorégraphie la plus difficile : si la tentative échoue, elle pourra être retournée plusieurs semaines plus tard. Le tournage se termine en août. Pendant le tournage, Jean Hagen ayant un rôle bien plus simple que celui de ses collègues, elle passe souvent son temps à aller voir ce qu'il se passe sur les plateaux voisins.

### Production des scènes et chansons du film
Sauf dans quelques exceptions, toutes les chansons ont des paroles d'Arthur Freed et une musique de Nacio Herb Brown. Le film comporte soixante minutes dansées ou chantées et 43 minutes de scènes classiques, souvent filmées rapidement entre les grandes scènes musicales.

#### Singin' in the Rainet générique de début

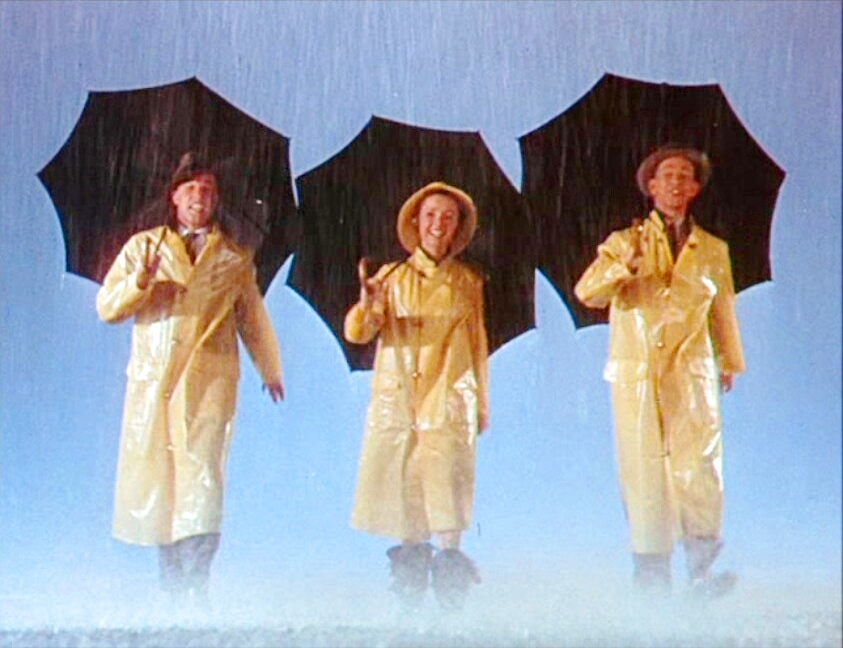
De gauche à droite, Gene Kelly, Debbie Reynolds et Donald O'Connor.

Le film commence par un aperçu des trois acteurs principaux chantant la chanson-titre puis par une séquence de générique sur panneaux fixes. La version à trois voix est arrangée par Lennie Hayton et enregistrée le 5 juin.
Gene Kelly exige de jouer Singin' in the Rain seul plutôt qu'en trio comme c'était prévu à l'origine ; la version du trio n'est donc utilisée que pour le générique de début.
Arthur Freed veut être crédité non seulement comme producteur, mais surtout comme parolier. Gene Kelly est présenté comme acteur principal comme prévu ; l'agent d'O'Connor exige qu'il soit deuxième ou troisième du générique avec la même taille et famille d'écriture que Kelly. Il apparaît donc en deuxième, avant Reynolds, aucun des trois noms n'apparaissant en même temps. Viennent ensuite Jean Hagen, première actrice secondaire du film, et Millard Mitchell : les deux noms sont écrits côte à côte en raison des négociations de l'agent de Mitchell. Enfin, le nom de Cyd Charisse apparaît en plus petit, et ceux de Douglas Fowley et de Rita Moreno, en tout petit, terminent le générique.
Au tout début du film, on voit Rita Moreno dans le rôle de Zelda, une starlette du cinéma muet : il s'agit de son premier rôle de « femme blanche », ou du moins pas un rôle stéréotypé (en). Gene Kelly lui demande de couper ses cheveux pour le rôle afin de coller à l'esthétique de l'époque du film. Elle refuse platement, avant d'expliquer que « ça ne se fait pas » chez les femmes portoricaines, et est finalement autorisée à porter une perruque.

#### Fit As a Fiddle (And Ready for Love)
Fit As a Fiddle est une chanson comique et ridicule. Dans la scène, Don et Cosmo jouent du fiddle en dansant de façon très énergique et en enchaînant les gags visuels. À un moment, l'archet de Cosmo se coince dans la main de Don, et Cosmo joue du violon comme d'une guitare, donnant l'impression d'improviser un nouveau pan de chorégraphie. Le film n'utilise que le refrain de la chanson, en sautant les couplets peu intéressants.
O'Connor raconte plus tard que la chorégraphie est relativement simple : elle est très proche de celles que faisaient Gene Kelly et son frère Fred lors de leur enfance et de leurs débuts artistiques. Le tournage de la scène ne dure qu'un jour et demi, sans grandes difficultés. Lors du tournage, O'Connor fait un faux mouvement ; Gene Kelly se met alors en colère contre l'accessoiriste, l'accusant de ne pas avoir procuré les mêmes archets aux deux acteurs. Il jette son violon au sol et part vers sa loge. O'Connor, venu s'excuser, le découvre tranquillement assis dans son canapé, et Kelly explique en riant qu'il a profité de l'incident pour avoir un prétexte pour se reposer, ce qui amuse O'Connor mais le pousse à se demander pourquoi Kelly n'a pas simplement demandé un temps mort.
La scène est filmée par Harold Rosson plutôt que par John Alton, qui a géré le tournage jusque-là et dont Kelly et Donen estiment que les scènes sont trop sombres.

#### All I Do Is Dream of You
Cette scène est filmée du 23 au 25 juillet. L'orchestrateur Wally Heglin travaille sur ce morceau, étant plus à l'aise que Salinger sur les chansons très rythmées. Elle est composée de sept plans.
Debbie Reynolds fait plusieurs pas de danse inventés spécialement pour cette chorégraphie, en plus du charleston classique et du black bottom. En plus de la chorégraphie complexe, elle doit se concentrer sur son visage et sur ses pas, qui doivent être parfaitement synchronisés avec la chanson enregistrée plus tôt, et ne pas oublier de respirer au bon moment. Pour l'aider, Coyne joue une autre danseuse et est placée juste à la droite de Reynolds.
Après cette scène, Debbie Reynolds doit entarter Jean Hagen. Le gâteau est lourd et Jean Hagen ne veut absolument pas rejouer la scène plusieurs fois. Elle annonce donc à Reynolds, avec qui elle s'entend très bien : « écoute, tu réussis ça en une prise ou tu prends le gâteau et [ma] bague dans ton visage ». Reynolds prend la menace au sérieux et la scène est réussie en une prise. Le lendemain, elle fait porter à Hagen un gâteau au chocolat avec la note « en voilà un que tu peux manger avec une fourchette ».

#### Make 'Em Laugh
The Wedding of the Painted Doll doit d'abord être utilisé pour la scène où Cosmo essaie de remonter le moral à un Don déprimé. La chanson ne correspond pas aux besoins, et Kelly et Donen finissent par demander à Freed de composer une nouvelle chanson, qu'ils voudraient aussi joyeuse et drôle que Be a clown, composé par Cole Porter pour le film Le Pirate,. Freed et Brown composent alors Make 'Em Laugh, un plagiat flagrant de cette chanson. Personne n'ose leur faire remarquer le plagiat, et Cole Porter lui-même ne porte pas plainte, peut-être parce qu'il ne veut pas nuire à son amitié avec Freed. Irving Berlin est choqué et fait remarquer « Mais, mais, mais… c'est Be a clown », mais Freed lui ordonne de se taire. The Wedding of the Painted Doll intègre finalement le medley Beautiful Girl.
Dans cette scène, O'Connor fait un saut périlleux arrière contre un mur, se fait tripoter l'entrejambe par un mannequin en plastique sans tête qu'il manipule, et démolit un mur en fonçant dedans. À un autre moment, allongé par terre, il court en rond : ce geste est emprunté à Curly Howard avec sa permission. Le numéro naît des amusantes improvisations de Donald O'Connor entre les prises : Kelly ordonne à ses assistantes, Carol Haney et Jeanne Coyne, de noter ce qu'il fait et crée une chorégraphie qui s'en inspire. La scène est tournée sans trucages.
Le tournage de la séquence Make 'Em Laugh, qui dure deux jours entiers, est si éprouvant que Donald O'Connor est cloué au lit trois jours après le tournage, entre autres parce qu'il fume à l'époque quatre paquets de cigarettes par jour et parce que le sol est en béton. Il apprend ensuite que la caméra était défectueuse et que la pellicule est inutilisable et retourne la scène dans son intégralité, avant de prendre trois jours de repos supplémentaires.

#### Beautiful Girl
La scène commence par un court medley de chansons de Freed et Brown, dont I've got a feelin' you're foolin' et The Wedding of the Painted Doll,. Ce montage dure cinq jours, étalés entre le 8 août et le 27 septembre. Le 11 août, un court-circuit détruit plusieurs enregistrements.
Le script original indique : « Un jeune homme inoffensif, qui ressemble à Rudy Vallée, chante entouré de jolies filles. » La chanson est interprétée par le crooner Jimmie Thompson. L'objectif de la chanson est de pasticher les numéros musicaux de Busby Berkeley, connu pour ses chorégraphies agrémentées de belles jeunes femmes,.
L'idée d'un faux défilé de mode après la chanson vient de Walter Plunkett, le costumier, qui propose d'en profiter pour se moquer de la mode des années 1920. Cette scène, considérée comme hilarante à l'époque, perd de son à-propos avec le temps et est souvent critiquée comme trop longue et peu intéressante dans les critiques modernes du film. Après des retours mitigés du public sur une projection-test, deux minutes de la chanson sont coupées.

#### You Were Meant for MeetYou Are My Lucky Star
You Are My Lucky Star vient à l'origine de Broadway Melody 1936, dans lequel Eleanor Powell chante le numéro. Debbie Reynolds doit d'abord la chanter avec les figurantes de la soirée au début du film, mais la chanson est remplacée par All I Do Is Dream of You, bien plus enthousiaste et rythmée.
Don fait visiter les studios à Kathy Selden fraîchement embauchée et ils chantent un duo ensemble. À l'origine, les deux acteurs doivent évoluer dans une succession de décors factices, dont des immeubles et une rue, à Paris, à Londres, à Venise, sur Broadway et dans la jungle, en changeant de chanson pour correspondre au lieu où ils sont. Kelly reçoit cependant un appel lui enjoignant de revoir le numéro complètement pour plutôt critiquer l'artifice de Hollywood. L'équipe se réunit avec les scénaristes et finalement, ils se mettent d'accord sur le fait de filmer dans un studio vide, avec des très longs plans suivant les protagonistes. La séquence est inspirée d'une scène similaire dans Un Américain à Paris ; l'idée permet au passage d'importantes économies. Une affiche lorsqu'ils marchent dans les studios fait la promotion du film Chant of the Jungle, le titre d'une chanson de Freed qui n'a pas été retenue pour le film. Le numéro est filmé en douze plans et Kelly commence à chanter au neuvième. Debbie Reynolds est censée avoir les larmes aux yeux quand Don lui chante son amour, mais ne parvient pas à pleurer ; elle finit par tourner la scène après avoir écrasé des oignons sur ses joues.
Debbie Reynolds enregistre ses chansons dans les jours qui suivent le 13 juin. Le studio estime qu'elle n'a pas la gamme de voix et l'entrain nécessaire pour les numéros lents et la fait doubler par Betty Noyes.

#### Moses
Les scénaristes Betty Comden et Adolph Green composent Moses pour le film sur une mélodie de Roger Edens, le directeur musical du film. C'est la seule chanson composée (en dehors du plagiat de Make 'Em Laugh) pour le film. La chanson est mise en musique par Skip Martin.
Pendant une répétition, Donald O'Connor se met derrière l'acteur du professeur de diction et fait des grimaces à Gene Kelly, qui s'en amuse énormément au point que cet élément est ajouté au film final. Il fait ensuite un pas sauté en arrière, introduisant la chorégraphie lors de laquelle les deux hommes chantent l'exercice de diction de façon répétée tout en faisant un spectacle de claquettes de précision. Il s'agit d'une des chorégraphies les plus complexes du cinéma musical, mais les critiques en retiennent le plus souvent l'aspect clownesque plutôt que la difficulté technique.

#### Good Morning
Wally Heglin arrange ce morceau. Le tournage de cette scène a lieu le 25 juin 1951. La veille, Kelly et O'Connor sont sortis au bar, et O'Connor a la gueule de bois ; après une prise ratée, Gene Kelly lui passe un savon en public. Plus tard, il lui présente ses excuses, expliquant : « Écoute, Debbie n'a pas été au niveau que j'espérais, mais je ne pouvais pas la pourrir parce que je ne voulais pas la perdre, alors je me suis défoulé sur toi ».
Le décor inclut plusieurs pièces, allant de la cuisine au hall d'entrée en passant par le salon. On y trouve plusieurs objets du quotidien utilisés pour la chorégraphie, dont deux canapés et un porte-manteau. Les manteaux et chapeaux qui y sont accrochés sont utilisés pour des courtes scènes singeant le flamenco, le hula et le charleston.
La scène est filmée en neuf plans. Le premier voit le trio chanter dans la cuisine, puis faire des claquettes synchronisées, bras dessus bras dessous. La caméra les suit ensuite dans le salon, où ils dansent avec des accessoires. La séquence finale, où le trio escalade un canapé, le renverse, continue à marcher puis grimpe sur un autre canapé, le renverse aussi et s'affale dessus, est particulièrement technique. Le tournage dure toute la journée et finit après la nuit tombée ; Reynolds estime qu'il s'agit de la partie la plus difficile de son tournage. Elle supplie l'équipe de la laisser arrêter à 23 heures, après une dernière prise, et Stanley Donen affirme que la scène est suffisamment bonne et qu'on peut s'arrêter là. Reynolds affirme en interview avoir perdu conscience en essayant de se relever. Les autres la portent jusqu'à sa loge et appellent son médecin, qui la trouve avec les pieds en sang. Dans son autobiographie, elle ne fait pas mention de la perte de connaissance et le médecin lui rend visite le lendemain. Gene Kelly affirme quant à lui que ses remarques sur les pieds en sang sont exagérées. On sait que le médecin de Reynolds lui impose trois jours d'arrêt et qu'elle est de retour sur le plateau après un jour de repos.

#### Singin' in the Rain
Gene Kelly raconte que Freed est venu le voir pour lui demander s'il pense pouvoir intégrer la chanson Singin' in the Rain au film. Kelly répond par l'affirmative et Freed lui demande des détails : Kelly répond simplement « eh bien, il va pleuvoir et je vais chanter ». Kelly exige de jouer Singin' in the Rain seul plutôt qu'en trio comme c'était prévu à l'origine, la scène servant à exprimer le bonheur de son personnage qui a trouvé l'amour. À l'origine, les trois personnages principaux doivent la chanter en sortant d'un restaurant après avoir eu l'idée de la comédie musicale.
La musique est enregistrée le 13 juin. L'eau se fait rare à partir de 17 heures en raison de l'été de Californie du Sud et de la tendance de toute la population locale à arroser ses pelouses au retour du travail : à cette heure-là, la pression baisse sur le plateau de tournage, ce qui complique beaucoup le tournage de la scène Singin' in the Rain. Kelly veut que l'équipe de tournage creuse des trous dans le sol pour accumuler l'eau et faire des grandes flaques, qu'il utilise pour certains pas dans sa chorégraphie,. Randall Duell, le décorateur, conçoit la fausse rue qui sera utilisée : des nids-de-poule sont créés dans la chaussée en ciment comme demandé par Kelly, un immeuble avec des fenêtres en verre longe la rue et est orné d'une gouttière sous laquelle Kelly danse. Enfin, un lampadaire est ajouté au décor,. Pour faire croire à la nuit, on recouvre de bâches noires les fenêtres des immeubles.
Selon la légende, la pluie est un mélange d'eau et de lait plus visible à l'écran. Il s'agit en fait d'un mythe, la pluie était faite d'eau pure et les éclairagistes rétro-éclairent les gouttes de pluie pour qu'elles soient visibles,. Le tournage dure un jour et demi. Gene Kelly se remet à peine d'une sinusite et souffre d'une forte fièvre ; il sort s'allonger entre chaque prise.
La chorégraphie est écrite note par note et chaque saut dans une flaque ou sur le réverbère est répété. Des ajustements sont aussi faits à la chanson : le second paragraphe, trop mou, est supprimé. Les paroles sont changées : de « chanter sous la pluie », elles parlent désormais de « danser sous la pluie ». Roger Edens crée une petite introduction musicale pour la scène, dont Kelly estime qu'elle l'a beaucoup inspiré pour la chorégraphie et la mise en scène,. Gene Kelly déteste les comédies musicales où les gens se mettent à chanter au milieu d'une scène, sans transition. Il est donc très heureux de cette introduction.
Kelly utilise des claquettes métalliques classiques et l'ingénieur du son Bill Saracino ajoute des bruits de flaques, les tentatives de claquettes dans de l'eau n'ayant pas fonctionné. Au mixage, il ajoute une boucle de pluie ; l'assistante de Kelly, Carol Haney, enregistre quant à elle des bruits d'éclaboussures et de déclic de parapluie. Du côté de la chorégraphie, Kelly s'inspire des principes de la cinédanse : le danseur doit toujours se diriger vers la caméra et s'approcher du spectateur, et s'il s'arrête, la caméra doit s'élever.
La scène comprend 9 plans, dont 7 dansés, sur quatre minutes. Dans le premier plan, Kelly marche en chantonnant et replie son parapluie. Il profite de la pluie qui tombe et commence à chanter. Il tape ensuite dans son parapluie replié, se lance sur un réverbère, met la tête sous une gouttière ruisselante puis saute dans les flaques de la chaussée. Enfin, un policier intervient et met fin à la scène. Stanley Donen fait le choix de ne pas faire de plan en coupe ou de distorsion du corps : l'acteur est visible de la tête aux pieds en permanence. À la fin de la chanson, Kelly offre son parapluie à un passant : ce figurant est Snub Pollard, la seule vraie star du cinéma muet présente dans le film.

#### Would You?
À l'origine, Comden et Green comptent faire chanter à Kathy la chanson All I Do Is Dream of You, la soirée post-première devant avoir You Are My Lucky Star. Les chansons sont finalement réorganisées.
Debbie Reynolds est doublée par Betty Noyes pour cette chanson où son personnage double celui de Jean Hagen, qui elle-même double Reynolds pour les passages parlés où Kathy double Lina. La scène superpose les enregistrements de Lina (Jean Hagen) et Kathy (Jean Hagen et Betty Noyes), la voix de crécelle de Lina finissant un vers de la version chantée par une fausse note, avant de montrer le film final où Lina est parfaitement doublée.

#### Broadway Melody Ballet

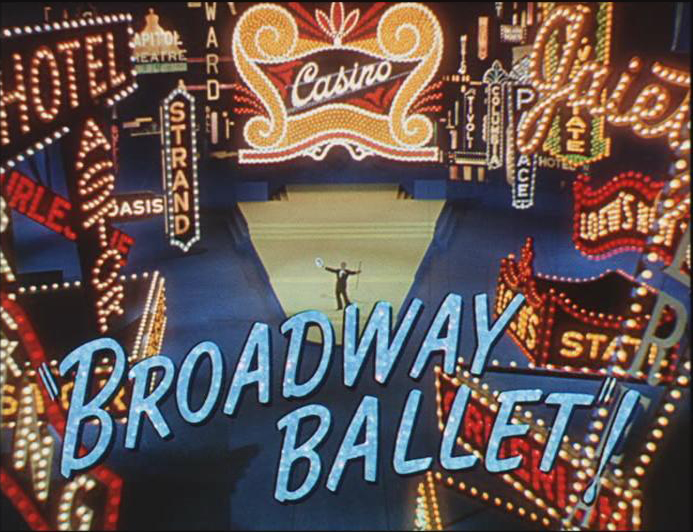
Gene Kelly dans la séquence Broadway Melody Ballet.

Le ballet est en deux parties : d'abord, Broadway Melody composé en 1929 pour le premier film sonore de la MGM, puis Broadway Rhythm composé pour un film de 1936 et interprété à l'origine par Eleanor Powell. La séquence est ajoutée au scénario au dernier moment, après le succès du ballet final d'Un Américain à Paris. Elle dure quatorze minutes. 34 danseurs et danseuses travaillent sur le film pendant 63 jours. La séquence, censée coûter 85 000 dollars, s'élève finalement à 600 000 dollars.
Les répétitions ont lieu du 20 août à début septembre sur les deux plus grands plateaux de la MGM. Le 11 septembre, Kelly doit commencer à travailler sur son nouveau projet de l'unité Freed, une adaptation en comédie musicale du roman Les Aventures de Huckleberry Finn. Il fait part à Freed de son manque d'intérêt pour le projet et ce dernier l'annule pour donner la priorité à Chantons sous la pluie.
La musique est enregistrée les 12 et 13 octobre 1951, Roger Edens l'arrangeant pour la jouer cinq fois de suite en une longue séquence. Une répétition complète a lieu le 15 octobre, puis une répétition avec costumes et décor le lendemain ainsi que les essayages. Le tournage des scènes sur le décor de Times Square prend trois jours, celui dans le speakeasy est organisé les 20, 22 et 23 octobre, les scènes où le personnage de Kelly arrive en ville sont tournées le 25, 27, 29 et 30 octobre et le solo de Kelly est filmé du 8 au 10 novembre puis à nouveau du 12 au 16. Le 5 novembre, l'équipe du film utilise six plateaux en un jour dans un effort d'accélération de la production.
Gene Kelly veut à l'origine un duo comique avec Donald O'Connor, mais le tournage du film a déjà pris trop de retard et O'Connor n'est plus disponible, en tournée en Angleterre. Ne pouvant pas reporter la charge sur Debbie Reynolds, qui ne danse pas assez bien, il décide d'en faire un solo. Il se tourne alors vers le cliché du rêve dansé, classique de la comédie musicale. Kelly ne veut pas qu'il s'agisse d'un ballet final, qui serait trop similaire à Un Américain à Paris, et décide donc de l'intégrer plus tôt dans le film ; il doit aussi revoir la scène, un solo ne pouvant pas être aussi drôle que la première idée de duo avec O'Connor.
Freed et Kelly ont tous les deux remarqué la danseuse Cyd Charisse, qui a déjà joué dans plusieurs films depuis 1946, et lui ont proposé de jouer dans Un Américain à Paris, mais sa grossesse l'en a empêchée. Ils lui proposent donc de la mettre en avant dans ce nouveau ballet : Kelly veut d'abord donner le rôle à son assistante, la danseuse Carol Haney, mais Freed s'y oppose sous prétexte qu'elle n'est pas assez photogénique pour jouer ce personnage inspiré par les stars du cinéma muet Louise Brooks et Pola Negri. Charisse étant danseuse classique, elle doit apprendre le jazz pour ses scènes : elle répète sous Haney, qui ne lui révèle jamais qu'elle lui a pris son rôle et avec qui elle a une collaboration très heureuse. Pour paraître dangereuse et sulfureuse, elle doit aussi apprendre à fumer.
Dans la scène à Times Square, le directeur artistique doit faire coïncider le clignement des enseignes lumineuses de la rue avec le rythme de la musique. 70 figurants apparaissent sur ce plan. Dans le bar mafieux, Gene Kelly doit tomber à genoux et glisser sur ses genoux vers Charisse : le sol est ciré pour ce geste. Dans une scène rêvée, un foulard blanc vole autour de Charisse et Kelly et semble danser avec eux. Selon les sources, le voile mesure 25 ou 50 pieds de long ; il est possible qu'il s'agisse de deux voiles différents ou d'une erreur d'enregistrement. Charisse raconte que les ventilateurs, poussés à leur maximum pour faire flotter le grand voile, font énormément de bruit et que le soir, elle a les épaules douloureuses à force de s'être arc-boutée contre le vent. Quelques images sont supprimées, enlevant une fraction de seconde au film, la jambe exposée de Charisse étant trop provocante pour les organismes de censure.
Kelly et Donen trouvent tous deux la séquence trop longue, Kelly justifiant cette longueur par le besoin de donner une personnalité au personnage de Cyd Charisse. Il raconte qu'il aurait aimé en couper trois minutes, mais n'a pas pu identifier quels passages pourraient être enlevés sans nuire à l'ensemble du ballet.

#### Singin' in the Rain(reprise)
Kathy double Lina sur la chanson Singin' in the Rain lors de la révélation finale.

#### Would You?
À la fin du film, Would You? est reprise par Gene Kelly et Betty Noyes (qui double Debbie Reynolds) en duo, les personnages de Don et Kathy l'interprétant devant un public admiratif. Debbie Reynolds ne parvient pas à atteindre les notes les plus hautes de la chanson, ce qui explique le doublage.

### Scènes musicales coupées
Une scène est coupée au montage, dans laquelle Don Lockwood reprend All I Do Is Dream of You seul chez lui après sa rencontre avec Kathy Selden. La musique a été conservée, ainsi que quelques photographies conservées par Patricia Kelly, la femme de l'acteur, mais aucune vidéo ne subsiste. On voit sur les photos Gene Kelly sautant sur son lit et dansant de joie dans une maison décorée au style espagnol. Cette scène a coûté, au total, 53 650 dollars à produire. Kelly estime que c'était son meilleur morceau et se déclare affligé d'avoir dû le couper au montage, mais dit comprendre qu'il ralentissait trop la narration.
La reprise de You Are My Lucky Star de Debbie Reynolds, où elle chante devant une affiche du dernier Lockwood et Lamont,, est coupée au montage après avoir reçu un accueil mitigé d'un groupe de spectateurs test. Gene Kelly doit lui aussi reprendre la chanson à la toute fin du film, une scène abandonnée.

### Postproduction
Comme le veut la tradition, une fête est organisée pour célébrer la fin du tournage. Elle a lieu le 21 novembre, en l'absence de Donald O'Connor parti avant la fin du projet et alors que de nombreux plans sans les acteurs principaux doivent encore être tournés.
La post-production est assurée de septembre à décembre 1951, en parallèle du tournage du ballet final. Le côté son est assuré par Lela Simone, qui travaille à la MGM depuis les années 1930. Son travail consiste à ajuster le son des versions finales des chansons et à éviter toute irrégularité au montage, ainsi qu'ajuster les problèmes de synchronisation entre le son et l'image. Comme souvent dans les films de l'époque, les claquettes et bruitages des chansons sont enregistrés après le tournage et ajoutés en post-production. Il en va de même pour les chansons, toutes enregistrées à l'avance notamment parce que les producteurs trouvent que les acteurs ont du mal à garder un visage photogénique quand ils chantent.
La première version du film, ballet inclus, est prête le 3 décembre. Encore en noir et blanc, et avec une bobine de 335 pieds plus courte que les prévisions, elle est approuvée par les scénaristes du film. Le Technicolor est appliqué en décembre et janvier.

### Test auprès des spectateurs
Le film est d'abord projeté auprès d'un groupe de spectateurs pour obtenir leurs avis. Les retours sont très positifs : sur 184 personnes, 90 le notent comme exceptionnel, 57 comme excellent, 34 comme très bon. Seulement deux personnes le notent bon et une le qualifie d'acceptable ; personne ne l'évalue comme mauvais. Gene Kelly obtient 85 % de votes excellents (la note maximale pour les acteurs), 89 % pour Donald O'Connor, et 77 % pour Debbie Reynolds. 169 spectateurs disent qu'ils recommanderaient le film à leurs proches, et 3 disent que non.
La séquence la plus appréciée est celle de Donald O'Connor dansant sur les murs, puis Singin' in the Rain (la version solo de Gene Kelly),. Debbie Reynolds ne fait pas l'unanimité, étant vue comme jolie et fraîche mais pas forcément suffisamment compétente, et plusieurs personnes critiquent sa voix : au montage, sa chanson You Are My Lucky Star est donc coupée. Le studio coupe également deux minutes de la chanson Beautiful Girl, ainsi que des courtes scènes pour un total de 18 minutes retirées.
Une deuxième projection-test est organisée le 27 décembre 1951 au Bay Theatre de Pacific Palisades. Les notes sont légèrement plus basses, mais 80 % des personnes ont quand même noté le film comme extraordinaire ou excellent.

## Accueil

### Sortie
Les attentes sont extrêmement élevées sur le studio[Quoi ?] et l'équipe est très enthousiaste.
La bande-annonce du film, qui dure quatre minutes, tente de faire le lien avec le succès du film précédent de Gene Kelly, proclamant que le film est « dans l'esprit et l'humour d'Un Américain à Paris, ». Le nom des trois acteurs principaux est affiché deux fois tandis que la bande-annonce montre des extraits de tous les numéros musicaux et de quelques scènes exposant le thème des films muets et des flappers des années 1920. Metro-Goldwyn-Mayer distribue un livre d'accompagnement destiné aux propriétaires des cinémas qui projettent le film. Le livre, qui fait 24 pages, présente des idées de promotion du film, de nombreuses illustrations d'affiches et du tournage, et des anecdotes sur le tournage, ainsi qu'un catalogue d'objets pour décorer l'entrée de leur cinéma. Leurs idées de promotion incluent le fait de donner un billet gratuit à la personne qui pourrait leur envoyer la plus longue liste de chansons en rapport avec la météo, à toute personne qui entrerait dans le cinéma en chantant un jour de pluie, à toute personne qui pourrait citer les films dont proviennent les chansons de Chantons sous la pluie, d'envoyer des jeunes femmes munies de parapluies prospecter en ville, ou encore d'organiser un concours de danse charleston ou de voix affreuses.
Le film fait ses débuts le 27 mars 1952 au Radio City Music Hall de New York, où il a un succès énorme. À Los Angeles, il est diffusé pour la première fois au Grauman's Egyptian Theatre de Hollywood le 9 avril. Samuel Goldwyn organise le même soir une petite soirée privée, à laquelle Charlie Chaplin se rend. Il recommande le film à Comden et Green à une soirée le lendemain, apprenant à l'occasion qu'ils en sont les auteurs. La sortie officielle du film est le 11 avril 1952.

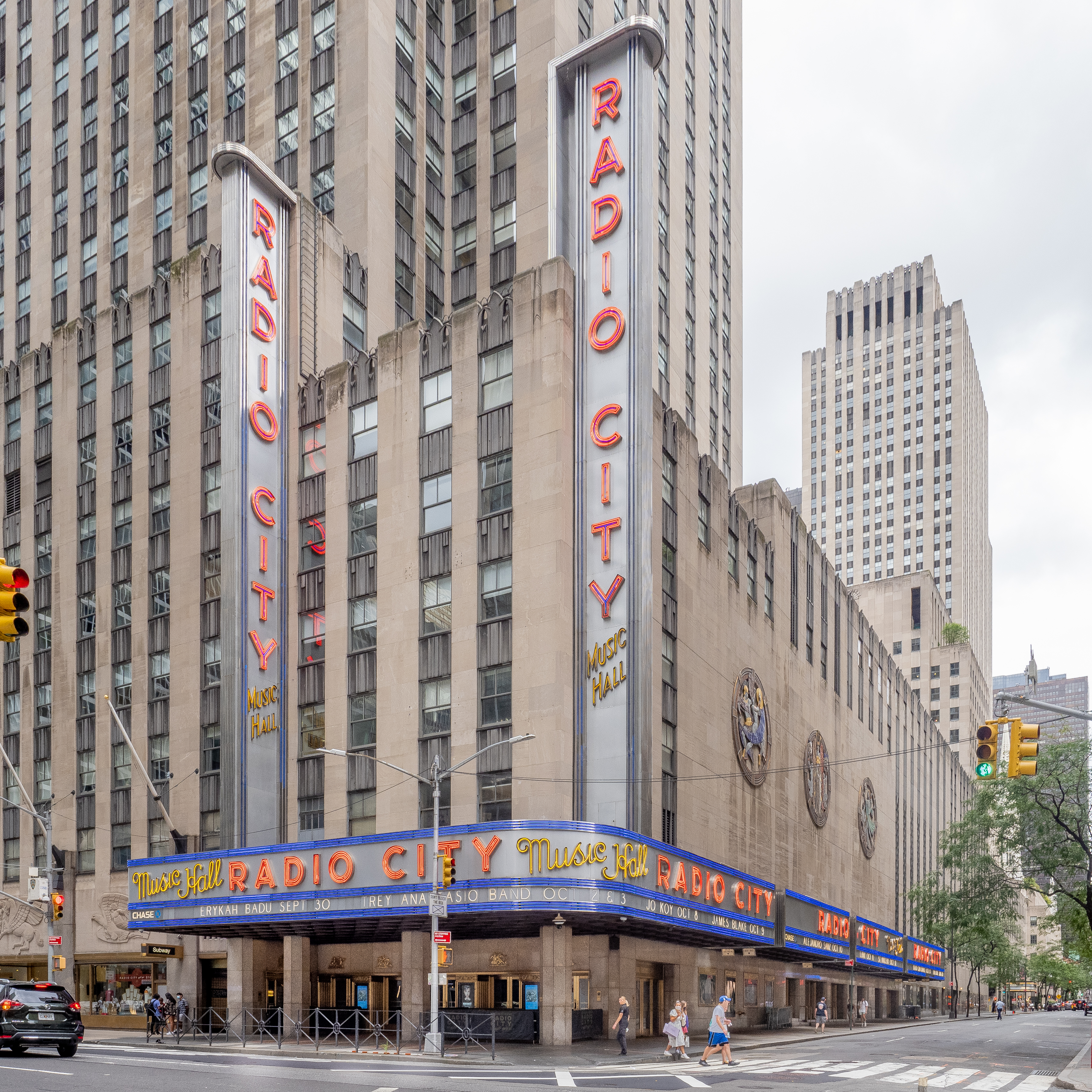
Le Radio City Music Hall à New York.
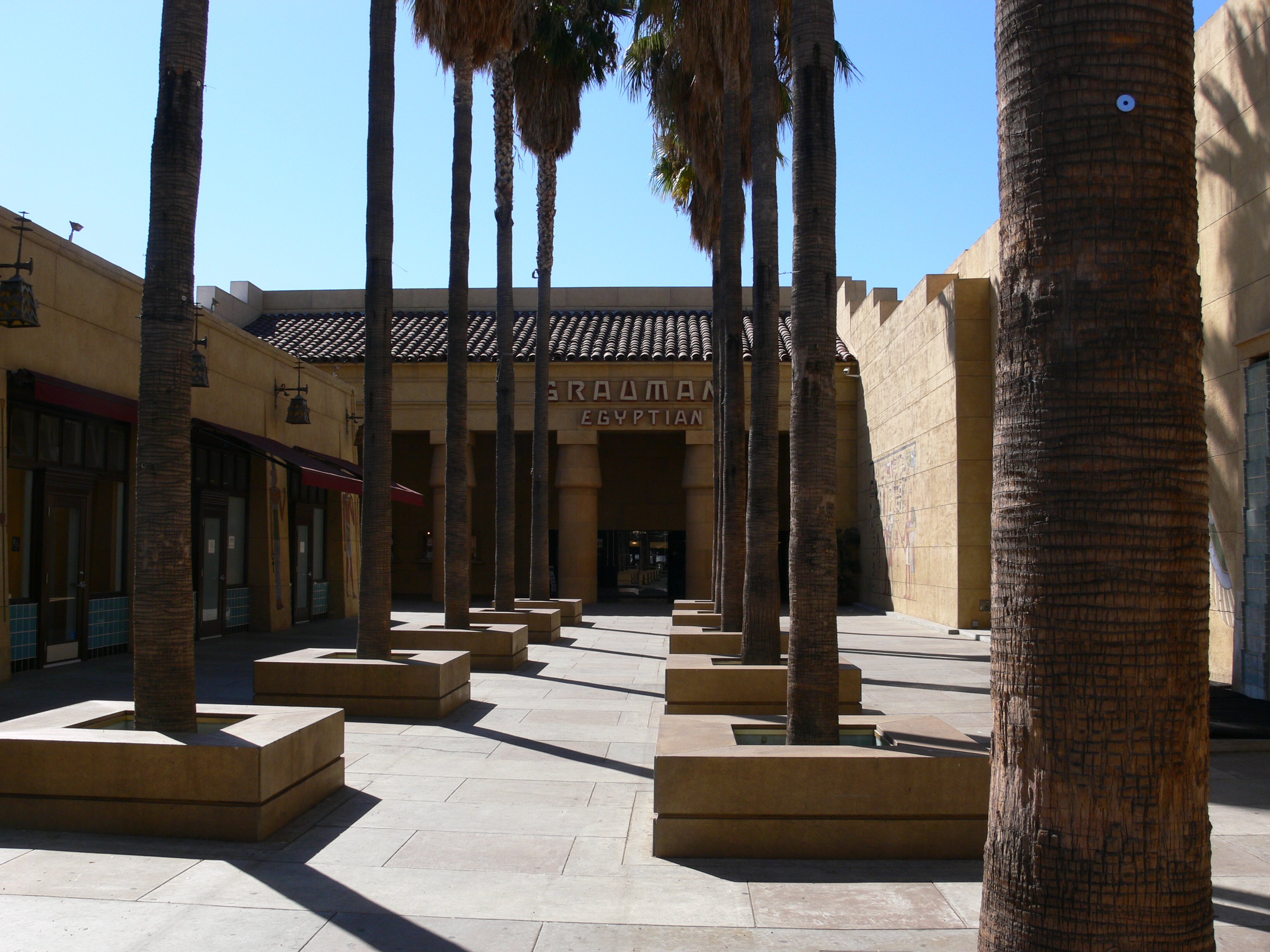
Le Grauman's Egyptian Theatre à Hollywood.

En parallèle du film sort le long play de 10 pouces de la bande-son, qui inclut l'enregistrement de All I Do Is Dream of You de Gene Kelly, mais pas la musique du ballet, les disques vinyles de 10 pouces ne permettant que 15 minutes d'enregistrement de chaque côté. Juste après la sortie du film, la MGM passe au format classique de 12 pouces.

### Accueil critique
Le 7 mars 1952, la version finale du film est présentée aux journalistes dans les studios de la MGM. Les invités de la projection incluent George Cukor, Humphrey Bogart, Groucho Marx, Farley Granger, Ben Hecht, Frank Loesser et Alfred Newman. Une deuxième projection privée a lieu à New York le 15 mars.
L'accueil critique du film aux États-Unis est très positif. Gene Kelly est particulièrement loué pour son triple rôle d'acteur, de réalisateur et de chorégraphe. Debbie Reynolds, quant à elle, reçoit peu d'attention : ses chansons et chorégraphies sont simples, surtout à côté de celles de ses collègues. Pourtant, elle devient célèbre grâce au film, malgré le manque de couverture médiatique pour sa performance. Cyd Charisse est qualifié par le Time de principale source d'excitation artistique du film et les critiques s'étonnent du talent d'humoriste de Jean Hagen.
Variety écrit qu'il y a beaucoup plus d'humour que dans un film musical traditionnel. Le magazine hebdomadaire estime que le ballet est plaisant, varié et pas trop long, tandis qu'un autre chroniqueur pour l'édition quotidienne estime que la scène du ballet avec le voile géant aurait pu être raccourcie. Le Hollywood Reporter publie une critique extrêmement positive, tandis que Sherwin Kane, du Motion Picture Daily, reconnaît l'influence de Judy Holliday dans le personnage de Lina Lamont. Le critique de The Independent Film Journal estime quant à lui que c'est « [sa] conception du film parfait. Il n'a pas un seul défaut ».
Bosley Crowther est le seul critique célèbre à écrire un avis mitigé, qui reste élogieux. S'il qualifie le film de frais et enthousiasmant, il lui reproche un titre qui ne correspond pas assez au scénario, qu'il ne semble pas apprécier malgré des compliments sur la qualité de la satire sociale.

### Accueil du public
L'accueil du public est lui aussi très positif. Le ratio de commentaires positifs par rapport aux commentaires négatifs marque un nouveau record du score de publicité négative le plus bas mesuré par l'organisme Film Research Surveys : seuls 1,8 % des spectateurs ne veulent pas recommander le film à leurs proches.
Si la réception du film par les spécialistes et par le grand public est extrêmement positive, il lui faut bien plus longtemps pour être reconnu comme un classique du cinéma.

### Box-office

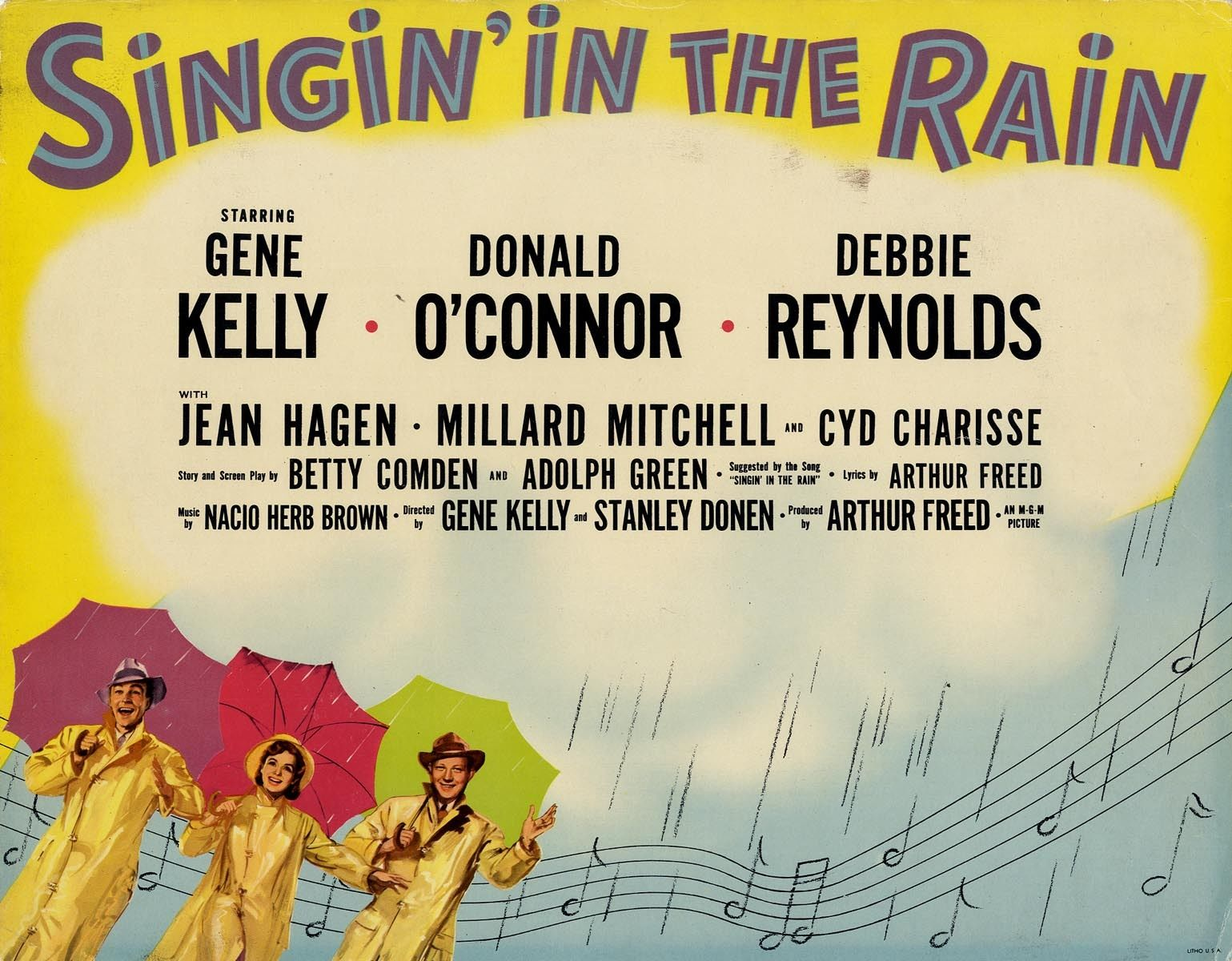
Une affiche promotionnelle de Chantons sous la pluie.

Le film rapporte 7 665 000 dollars lors de sa première exploitation dont 95 000 le premier jour.
Il trouve un public conséquent et apporte des recettes trois fois supérieures à son budget, mais rapporte un peu moins qu'Un Américain à Paris et reste loin du score de Show Boat, un succès donc très modeste. L'énorme succès d'Un Américain à Paris explique en partie l'échec relatif de son successeur : voyant les Oscars amassés par le premier, Dore Schary le ressort fin mars aux dépens de la campagne promotionnelle de Chantons sous la pluie.

### Sortie et accueil à l'international

#### Censure et lancements décalés
Trois pays demandent la censure de quelques plans dans leur version du film. Le Pakistan demande la suppression de plans montrant Cyd Charisse et Gene Kelly avant la sortie, tandis que l'Indonésie fait supprimer plusieurs numéros musicaux considérés comme trop suggestifs, dont All I Do Is Dream of You et l'intégralité des scènes montrant Cyd Charisse. L'Espagne fait supprimer un baiser entre Charisse et Kelly.
En 1979, l'accord culturel entre les États-Unis et la Chine autorise la Chine à choisir dix films sortis pendant la guerre froide et à les exploiter dans le pays. Chantons sous la pluie en fait partie et les films sont projetés en 1981.

#### En France
Le scénario du film rappelle beaucoup celui du drame français Étoile sans lumière sorti en 1946. Rien n'indique qu'il s'en soit cependant inspiré.
En France, à la sortie du film, les critiques sont très dures. Des accords limitent l'import à quatre-vingt-dix films américains par an et une loi de 1947 force le doublage de tous les films en France, un choix très critiqué par les syndicats américains. Chantons sous la pluie sort au Gaumont-Palace. Jacqueline Fabre écrit dans Libération que le film est « un amusant pastiche des films historiques, bouclés en quelques jours à grand renfort de duels […] sur une musique cacophonique et peu convaincante ». Un autre journaliste parle d'une « aimable autocritique de Hollywood au temps du cinéma muet déclinant ». Les journalistes sont unanimes sur la mauvaise qualité du doublage du film et de ses chansons. Le seul journaliste qui publie une critique positive du film est Claude Chabrol, qui parle d'un chef-d'œuvre dans Les Cahiers du cinéma.
Le film sort en France en version originale en 1963 et rencontre cette fois un excellent accueil critique.

### Statut de film culte
Le film prend son statut de film culte avec le temps et surtout à force de diffusions à la télévision, surtout à partir des années 1960 et de la télévision en couleur. Il atteint son apogée dans les années 1970, lors desquelles il fait l'objet de nombreuses analyses par des universitaires et des auteurs célèbres. Pauline Kael en fait « probablement le film musical américain le plus agréable à regarder ».
En 1974, la MGM sort That's Entertainment!, un film de compilation de ses meilleurs succès de comédie musicale. C'est là que Chantons sous la pluie revient sur le devant de la scène, quand Fred Astaire présente le numéro de Gene Kelly en le qualifiant de numéro classique et inoubliable et que Frank Sinatra qualifie le film de meilleure comédie musicale de tous les temps. L'année suivante, le film est à l'affiche du Radio City Music Hall de New York pendant une semaine.
À partir du milieu des années 1970, Chantons sous la pluie est de plus en plus souvent cité comme la comédie musicale préférée dans les sondages.

## Distinctions

### Récompenses
| Année | Cérémonie ou récompense  | Prix                                                | Nommé(e)s        |
| ----- | ------------------------ | --------------------------------------------------- | ---------------- |
| 1953  | Golden Globes            | Meilleur acteur dans un film musical ou une comédie | Donald O'Connor  |
| 1953  | Writers Guild of America | Meilleure comédie musicale américaine               | Comden and Green |

En 1997, Stanley Donen reçoit un Oscar honoraire pour l'ensemble de sa carrière.

### Nominations
Le film ne reçoit aucun Oscar. Plusieurs explications ont été avancées, dont une possible volonté du jury de ne pas couronner deux comédies musicales de suite ou un manque de légitimité dû à l'humour omniprésent dans le film.
| Année | Cérémonie ou récompense                     | Prix                               | Nommé(e)s                   |
| ----- | ------------------------------------------- | ---------------------------------- | --------------------------- |
| 1953  | Oscars 1953                                 | Meilleure actrice de second rôle   | Jean Hagen,                 |
| 1953  | Oscars 1953                                 | Meilleure musique de film          | Lennie Hayton               |
| 1953  | Directors Guild of America Award            | Meilleure réalisation pour un film | Gene Kelly et Stanley Donen |
| 1953  | British Academy of Film and Television Arts | Meilleur film                      | -                           |

### Classements
Le film est régulièrement qualifié de meilleure comédie musicale de tous les temps, mais n'apparaît pas immédiatement dans les classements de meilleurs films. En 1962, seule une personne mentionne Chantons sous la pluie dans le classement décennal du magazine Sight and Sound, et cinq personnes font de même dix ans plus tard. Il devient première comédie musicale de son classement (et quatrième film) en 1982, y reste quatre éditions d'affilée et intègre deux fois le top 10 tous genres confondus.
En 1998, l'American Film Institute estime que le film est la meilleure comédie musicale de tous les temps et le place dixième de son classement général. En 2007, il est cinquième au classement général. La même année, le film est à la cinquième place du top 100 des meilleurs films établi par l'American Film Institute,. En 2008, il est huitième de la lise des meilleurs films de tous les temps d'Empire.

## Analyses

### Transition du cinéma muet au cinéma parlant et réflexion sur l'industrie
Chantons sous la pluie est surtout connu pour son commentaire critique sur l'industrie du cinéma et sur le passage au cinéma parlant. Tout comme Lina Lamont dans le film, plusieurs acteurs ont vu leur carrière mise à mal par l'arrivée du cinéma parlant : ils ne sont plus uniquement des mimes mais doivent gagner de nouveaux talents.

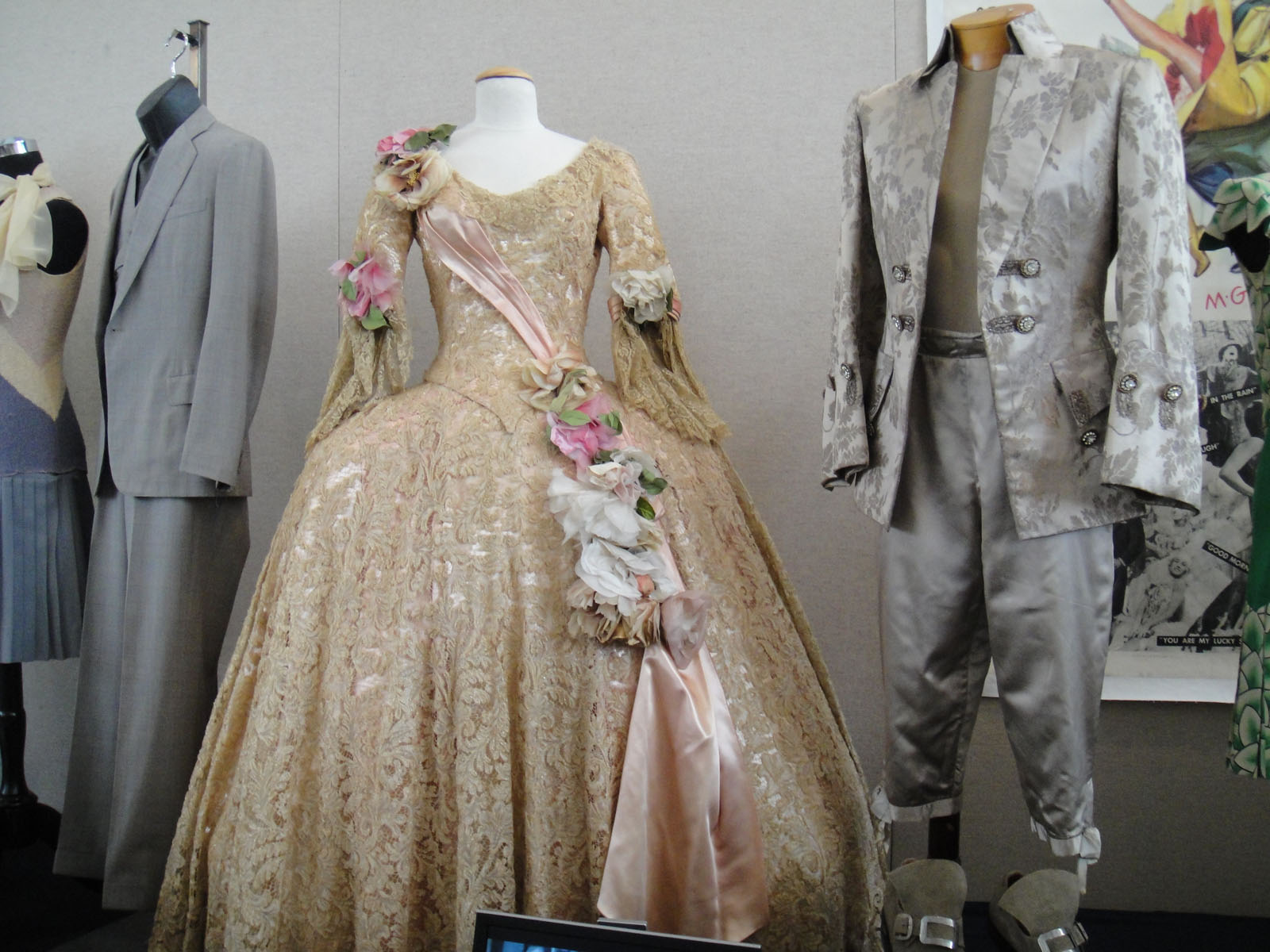
Les costumes du Spadassin royal portés par Jean Hagen et Gene Kelly.

Kathy se moque du cinéma muet et les faux films qui y sont intégrés, dont Le Spadassin royal, illustrent ces critiques : ils sont très similaires, généralement dans la France de la révolution et présentant un personnage noble et un pauvre dont l'amour est interdit. Le film contribue à répandre une image moqueuse et caricaturale du cinéma muet finissant.
Les avis sur le cinéma parlant dans ses débuts sont plutôt réalistes et plus négatifs que ce qu'on pourrait penser. Un personnage inspiré de Pola Negri affime que « c'est vulgaire » ; un dialogue voit un personnage dire que Le Chanteur de jazz est « le plus grand succès de tous les temps la première semaine » et se voir répondre que ce sera « le plus gros échec de tous les temps la seconde ».
La transition, présentée comme immédiate dans le film, ne dure en effet pas longtemps : tous les grands studios américains sortent un film avec des passages parlés entre 1927 et la fin de 1929. Le premier film entièrement parlant est Lights of New York, qui rencontre un grand succès à sa sortie en 1928 malgré des problèmes techniques. Les comédies musicales arrivent très vite dans le paysage médiatique, parce qu'elles permettent de tirer avantage du son au cinéma en adaptant les arts de la scène sans passer par des dialogues très complexes.

### Déclin des grandes comédies musicales
À l'époque de la production de Chantons sous la pluie, le mouvement des comédies musicales hollywoodiennes est à son faîte. Quelques mois avant la sortie du film, Louis B. Mayer quitte la tête du studio Metro-Goldwyn-Mayer et est remplacé par Dore Schary. Ce changement marque le début du déclin des grandes comédies musicales de la MGM, aggravé par la popularité croissante de la télévision et par l'avènement du Technicolor, trop cher pour des longs films. De plus, en mai 1948, une loi fédérale interdit aux studios de posséder des cinémas, ce qui signifie que les propriétaires de cinéma peuvent désormais choisir quels films diffuser : avec la concurrence vient le besoin d'investir plus d'argent dans chaque film et donc d'en produire moins.
Chantons sous la pluie est parfois considéré comme une illustration de la fin de cette époque : son numéro le plus remarquable n'est pas le grand ballet d'un quart d'heure avec force décors et figurants, mais bien deux numéros en solo, Make 'em Laugh et Singin' in the Rain, différents des blockbusters qui prennent toute la place dans les années 1950 et 1960. En dehors du court pas de deux entre Gene Kelly et Cyd Charisse, il ne comporte pas de duo mémorable sur le modèle de Fred Astaire et Ginger Rogers. Il s'éloigne donc des normes du genre, finalement aussi fatiguées que celles du cinéma muet à l'époque où se déroule l'œuvre : c'est la raison pour laquelle le film est souvent qualifié d'œuvre postmoderne.
Si les comédies musicales classiques, où les chansons s'enchaînent avec un scénario très basique, disparaissent, ce n'est pas le cas de tous les films musicaux. West Side Story, La Mélodie du bonheur et plus tard Chicago s'appuient sur des comédies musicales à succès de Broadway mais présentent une dimension plus sombre.

### Genre
Gene Kelly affirme que beaucoup de gens ont qualifié Chantons sous la pluie de premier film camp, mais qu’il ne partage pas cet avis.
Dans le film, les deux hommes, Don et Cosmo, sont meilleurs amis et fermement alliés. Au contraire, Kathy et Lina sont ennemies et interchangeables à l'écran. Le film entier se penche sur le problème de Lina et de sa voix trop peu féminine, irritante et vulgaire, qui ne convient pas à son image glamour ; Don, quant à lui, n'est jamais remis en cause pour sa voix. Même quand le public se moque de lui, c'est en raison du dialogue et d'un problème technique de synchronisation, et il n'a aucun problème avec son entraînement à la diction, au point de s'illustrer avec sa maîtrise dans Moses. Kathy est censée être meilleure que Lina, mais sa notoriété ne vient qu'après une humiliation publique que les hommes ont improvisée pour faire souffrir Lina, sans réfléchir aux conséquences de leur action sur la jeune doubleuse.
Dans la seule chanson où Debbie Reynolds chante et danse pour s'exprimer plutôt que par obligation, Good Morning, le numéro est un numéro de groupe où elle est toujours entre deux hommes. Son solo, Would You, se fait quand elle double Lina plutôt qu'en son nom propre. Elle n'a jamais une chanson pour exprimer ses sentiments qui serait similaire à Singin' in the Rain, sa version de You Are My Lucky Star ayant été coupée au montage.

### Études universitaires
Dans les années 1970, de nombreux universitaires, en particulier du domaine des arts du cinéma, analysent Chantons sous la pluie. Ils ne s'intéressent généralement pas aux expériences des personnes impliquées dans le film ni au marketing qui lui était associé, mais plutôt à ses aspects techniques.
Peter Wollen publie en 1992 un livre sur la technique du film au sein d'une collection du British Film Institute destinée aux étudiants en cinéma. Les études académiques s'intéressent à la variété et à la complexité des numéros chantés et dansés et aux émotions qui s'y rattachent. Elles abordent aussi le rapport de la voix aux histoires d'amour, comparant le scénario à La Petite Sirène ou l'utilisation de la couleur, et notamment du blanc, comme symbole de la fausseté et du mensonge.
En 2009, le premier livre généraliste sur le film sort sous le titre Singin' in the Rain.

## Controverses

### Traitement de Debbie Reynolds
Gene Kelly raconte avoir été enchanté par sa chanson The Aba Daba Honeymoon et avoir insisté pour que Debbie Reynolds joue l'ingénue à ses côtés, quitte à lui apprendre la danse en partant de zéro,. La version de Reynolds est que Mayer l'a imposée à Kelly, qui est hors de lui à l'idée de se retrouver avec une actrice inexpérimentée de dix-neuf ans qui de surcroît ne sait pas danser,. Patricia Ward, la troisième épouse de Gene Kelly, née après le tournage du film, défend la version de son mari, ajoutant une anecdote selon laquelle Stanley Donen demande si elle sait danser et Kelly répond « ça n'a aucune importance » et qu'il lui apprendra, la jeune femme étant si parfaite pour le rôle qu'elle justifie les altérations[Quoi ?].
Les sources s'accordent sur le fait que Reynolds n'a pas son mot à dire, ne reçoit pas le scénario avant le tournage, et qu'elle est soumise à un entraînement extrêmement intensif à partir de ce moment.
Reynolds, qui a fait de la gymnastique, a une bonne force physique mais est épuisée par les entraînements. Elle raconte plus tard avoir beaucoup apprécié ses formateurs mais avoir une peur bleue de Gene Kelly, qui ne lui accorde jamais le moindre compliment. Les formateurs eux-mêmes affirment qu'elle commence à un niveau très bas et qu'elle peut souvent s'énerver contre elle-même, trouvant qu'elle n'apprend pas assez vite. Prête à abandonner, Reynolds part un jour pleurer sur un plateau vide où Fred Astaire, qui tourne La Belle de New York dans le même studio, tombe sur elle et l'aide avec ses chorégraphies. Quelques années plus tard, Debbie raconte que le tournage de ce film et la naissance de sa fille Carrie Fisher ont été « les deux moments les plus éprouvants de son existence », et qu'elle aurait abandonné le tournage sans lui. Cyd Charisse commente que Reynolds est très jeune lors du tournage et qu'elle pleure après chaque scène tournée. Reynolds raconte qu'elle finit les journées de tournage avec les pieds en sang et qu'elle refuse des injections de « vitamines » proposées par les médecins du studio un jour où elle perd connaissance à cause de la fatigue.

### Doublages et doublures non crédités
De nombreux films des années 1950 font doubler des scènes par des acteurs qui ne sont pas crédités au générique, comme c'est le cas avec Betty Noyes. Des commentateurs ont soulevé l'ironie de la pratique dans un film dont le scénario est basé tout entier sur l'injustice du doublage non crédité de Lina Lamont par une actrice moins célèbre.
Le fait que les cascades de Don Lockwood soient jouées par une doublure de Gene Kelly est aussi parfois cité en exemple.

### Appropriation culturelle
Le hoofing est une pratique des membres du Hoofers Club à Harlem au début du vingtième siècle. Ils sont très majoritairement noirs. Le film Chantons sous la pluie n'a aucun acteur noir, ni membre de l'équipe technique, mais reprend ces chorégraphies à son compte sans en créditer les inventeurs.
Carol Clover écrit que les chorégraphies du film volent le travail de danseurs noirs dont Bojangles Robinson et les Nicholas Brothers,. À l'époque, il est commun de reprendre les gestes du Hoofers Club au sein du club, mais le règlement interdit leur réutilisation commerciale, c'est-à-dire devant un public et rémunérée. Les danseurs se rendent souvent aux performances professionnelles au Lincoln Theater et au Lafayette Theater et huent les danseurs s'ils reconnaissent leurs chorégraphies. Cette pratique est similaire à celle de Don, Cosmo et R. F. dans le lever de rideau final du film qui ridiculise Lina Lamont et montre qui est la vraie artiste.

## Postérité

### Films inspirés parChantons sous la pluie
De nombreux films continuent à utiliser les chansons de Freed et Brown mises à l'honneur dans Chantons sous la pluie, le plus souvent de façon positive et respectueuse.
Dans Orange mécanique, pour créer un décalage choquant, Stanley Kubrick fait chanter et danser Singin' in the Rain à son héros en train de frapper un homme dont il s'apprête à violer la femme. Kubrick montre le film à son ami Stanley Donen et lui demande si cette utilisation le choque. Donen répond qu'il n'est pas convaincu par l'œuvre mais estime qu'elle ne nuit pas à sa propre création et se montre donc indifférent, tandis que Comden et Green se désolent ouvertement de ce choix.
François Truffaut raconte aux acteurs du film qu'il s'agit de son film préféré et qu'il en connaît chaque plan ; il s'en inspire surtout pour La Nuit américaine. Bertrand Tavernier estime qu'il s'agit de « la comédie musicale la plus parfaite ». Trevor Nunn estime que sa carrière a été influencée surtout par Shakespeare et par Chantons sous la pluie, tandis que Peter Bogdanovich affirme que Nickelodeon est influencé par l'œuvre.
Dans J'aurais voulu être un danseur, la carrière du héros démarre quand il se prend d'amour pour le film Chantons sous la pluie à l'occasion de sa sortie DVD.
La La Land est souvent comparé à Chantons sous la pluie, auquel il fait référence dans sa chorégraphie. Le film Babylon, également de Damien Chazelle, multiplie les parallèles et références à Chantons sous la pluie, et va jusqu'à représenter son personnage principal regardant le film à sa sortie au cinéma, en 1952. Chazelle qualifie son long-métrage de « version cauchemardesque » de Chantons sous la pluie. Greta Gerwig dit s'être inspirée du Broadway Melody Ballet pour la mise en scène de la section musicale I'm Just Ken dans le film Barbie.
The Artist parle de la transition du cinéma muet au cinéma parlant, tout comme Downton Abbey 2 : Une nouvelle ère.

### Comédie musicale
Le film a été adapté plusieurs fois en comédie musicale au théâtre, y compris par Tommy Steele et Twyla Tharp. Steele est le premier à le faire en 1983 au London Palladium. Il est remplacé par Tharp, qui met en scène le spectacle à partir du 2 juillet 1985 et jusqu'en mai 1986 à Broadway. Le spectacle obtient des critiques plutôt négatives.
En 1999, le spectacle est à nouveau joué dans le Yorkshire de l'Ouest à partir de 1999 et reçoit le prix de la meilleure production de comédie musicale en 2000. La chorégraphie, entièrement revue, reçoit cette fois un accueil positif. À partir de 2004, le spectacle dans lequel Adam Cooper joue Don Lockwood se produit à Sadler's Wells Theatre, sans jamais parvenir à s'exporter aux États-Unis.

### Éditions en vidéo
Six ans après la sortie du film, la MGM l'inclut dans une compilation de ses grands classiques.
En 1983, le film sort sur VHS. Dans la sortie sur laserdisc du film en 1991, la chanson coupée de Debbie Reynolds You Are My Lucky Star est une piste bonus.
Pour les 50 et 60 ans du film, des nouvelles éditions sortent avec un commentaire audio des acteurs principaux. En septembre 2002, pour les 50 ans du film, une version remasterisée est projetée à l'Academy of Motion Picture Arts and Sciences. Reynolds, O'Connor, Charisse et Moreno sont invités pour commenter le film. La version DVD sort par la même occasion : un bonus permet d'écouter l'enregistrement chanté de Singin' in the Rain sans la post-production de l'eau et des claquettes.
En 2022, pour les 70 ans du film, MGM sort une version du film en Blu-Ray 4K Ultra HD.

### Archives
Dans les années 1960, Gene Kelly fait don de nombreux documents personnels à l'université de Boston. Il demande à récupérer son exemplaire annoté du script en 1972 ; celui-ci est détruit dans l'incendie de sa maison en 1983. Toutes les partitions de la Metro-Goldwyn-Mayer, incluant celles de Chantons sous la pluie, ont été détruites par le studio dans les années 1960. Dans les années 1990, Kelly fait don de plus de 200 partitions rescapées de l'incendie de sa maison à l'université de Boston. Certaines sont annotées, indiquant que les chansons de Freed Alone et Yours and Mine ont failli être dans le film.
En 1972, Comden et Green publient leur propre transcription du scénario.
En 1986, Lorimar Productions rachète les studios MGM de Culver City et ordonnent la destruction des documents et accessoires utilisés pour les anciens films, dont Chantons sous la pluie.
Patricia Ward Kelly, veuve de Gene Kelly, est présidente du Gene Kelly Image Trust. Elle collectionne de nombreux objets du tournage.